# America Latina
L'America Latina è la parte dell'America che fu colonizzata da Spagna, Portogallo e Francia, in cui si parlano principalmente lingue neolatine, in particolare spagnolo, portoghese e francese. L'America Latina così definita comprende dunque il Messico, il restante Centroamerica, parte dei Caraibi e il Sudamerica.
Nella definizione non ci si limita alla sola connotazione linguistica, ma si tiene conto anche delle caratteristiche culturali, etniche, storiche, geografiche, religiose, politiche, sociali ed economiche. Tali considerazioni sono valide generalmente per Paesi indipendenti e autonomi. Per tale ragione è oggetto di discussioni l'appartenenza del territorio francofono del Canada all'America Latina. Invece Belize, Guyana, Suriname e altri Paesi insulari delle Antille che sono tipicamente anglofoni o neerlandofoni sono esclusi dall'America Latina.

## Etimologia
Il termine "America Latina" è stato utilizzato per la prima volta il 26 settembre 1856 dallo scrittore colombiano José María Torres Caicedo nel suo poema "Las dos Américas", che sarebbe stato pubblicato in seguito sulla rivista parigina El Correo de Ultramar il 15 febbraio del 1857.
Il termine fu promosso dall'Impero francese di Napoleone III durante l'invasione francese del Messico (1862-1867) come un modo per includere la Francia tra i Paesi che hanno influenza in America, al fine di escludere gli anglosassoni e come termine sostitutivo di Hispanoamérica per diminuire l'importanza della Spagna nel continente e giustificare l'invasione del Messico. Fin dalla sua comparsa, il termine si è evoluto in modo da comprendere una serie di caratteristiche culturali, etniche, politiche, sociali ed economiche che avessero tra loro una qualche similitudine e in contrapposizione alle stesse caratteristiche dell'America anglosassone. Il termine non è privo di problematicità e i tradizionalisti ispanici, i carlisti, lo rifiutano poiché anti-ispanico. "America Latina" è comunque un'etichetta che ha delle ambiguità se utilizzata per indicare l'America centrale e meridionale, poiché indicando le Americhe di lingua neolatina, volendo essere coerenti, non andrebbe a designare solo le regioni in cui si parlano lo spagnolo e il portoghese, ma anche la Guyana francese e il Québec, vasta regione francofona del Canada.
L'uso dell'aggettivo "Latino", derivato dal termine "America Latina", ha continuato con il tempo ad ampliarsi includendo persone di origine ispanica o di lingua spagnola. Il "Latino", in origine, indicava un abitante del Lazio regione italiana di cui faceva parte l'antica Roma, che a quei tempi si chiamava Latium. Successivamente, fu esteso a tutte le persone che parlavano una lingua derivata dal Latino volgare, vale a dire a quelli che parlavano una lingua romanza, come l'italiano, il francese, lo spagnolo, il portoghese e altre.

## Storia

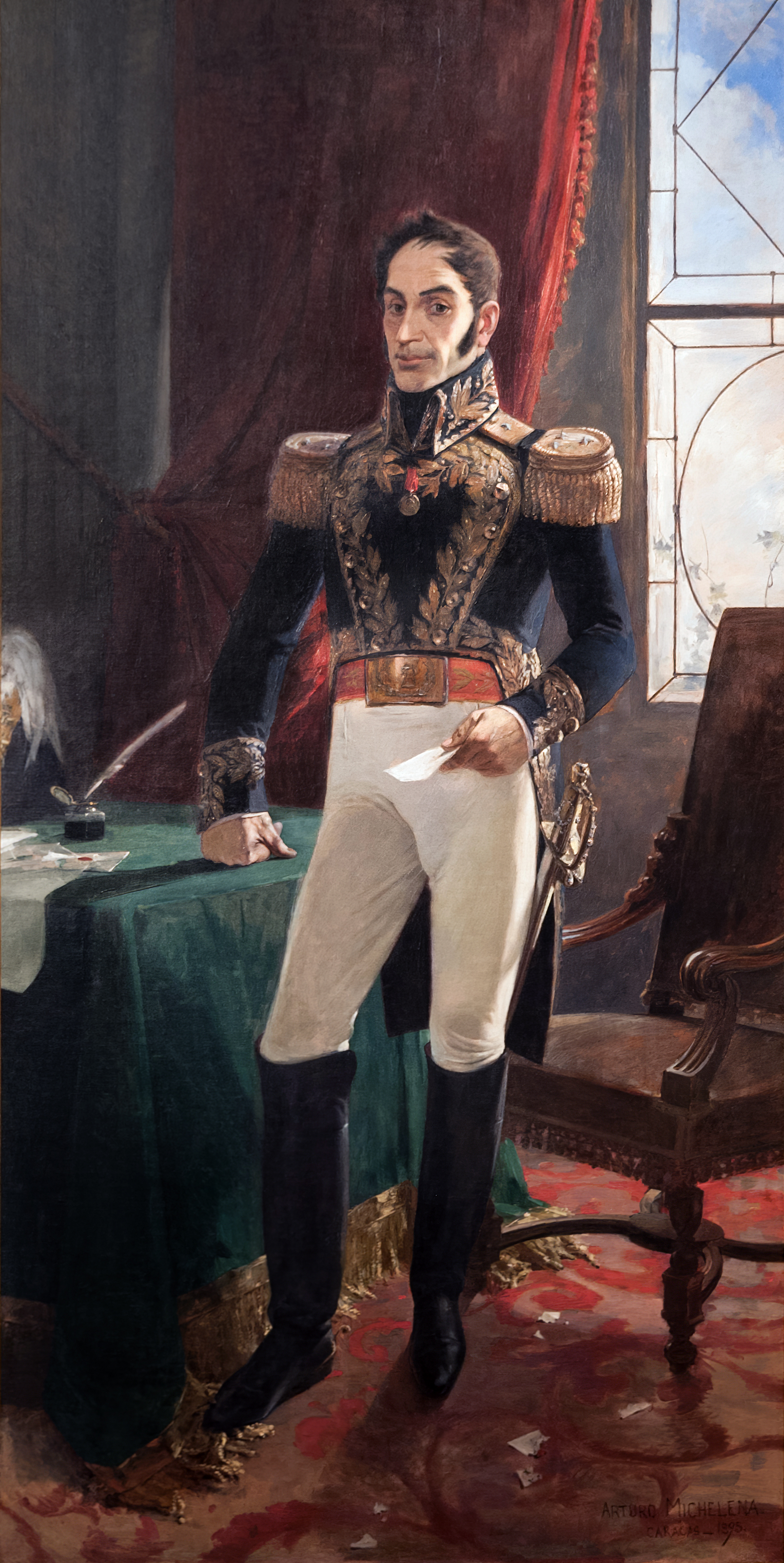
Simón Bolívar, uno dei protagonisti dell'indipendenza dell'America Latina

Nell'America Latina si stabilirono popolazioni provenienti da nord che già prima del 7000 a.C., iniziarono a coltivare la zucca e altri vegetali come il mais. Alcune di queste popolazioni originarono civiltà complesse e fondarono centri urbani e Stati.
Nell'America del Nord la più antica civiltà fu quella degli Olmechi, alla quale seguirono quelle di Teotihuacan, dei Toltechi e dei Maya e infine, nel XIV secolo d.C., quella degli Aztechi: questi ultimi fondarono un vasto impero nel Messico centrale. Nell'America Meridionale, popolata più tardi, i primi centri urbani nacquero sulle Ande, dove fiorirono diverse civiltà, tra cui quella di Tiahuanaco e degli Inca. Lo sviluppo delle civiltà amerindie o precolombiane fu interrotto dall'arrivo degli europei: nel 1492 un navigatore genovese, Cristoforo Colombo, alla ricerca delle Indie, sbarcò in America, convinto di avere raggiunto la propria meta. Egli chiamò dunque gli abitanti della regione «indiani».
Dopo lo sbarco di Colombo vi furono altre spedizioni, tra cui quella di Hernán Cortés in Messico (1519-1524, conquista della capitale azteca) e di Francisco Pizarro in Perù (1531-1536, conquista della capitale incaica). I territori così conquistati divennero dominio spagnolo: solo il Brasile divenne colonia portoghese e alcune delle isole Antille vennero occupate da francesi, inglesi e olandesi

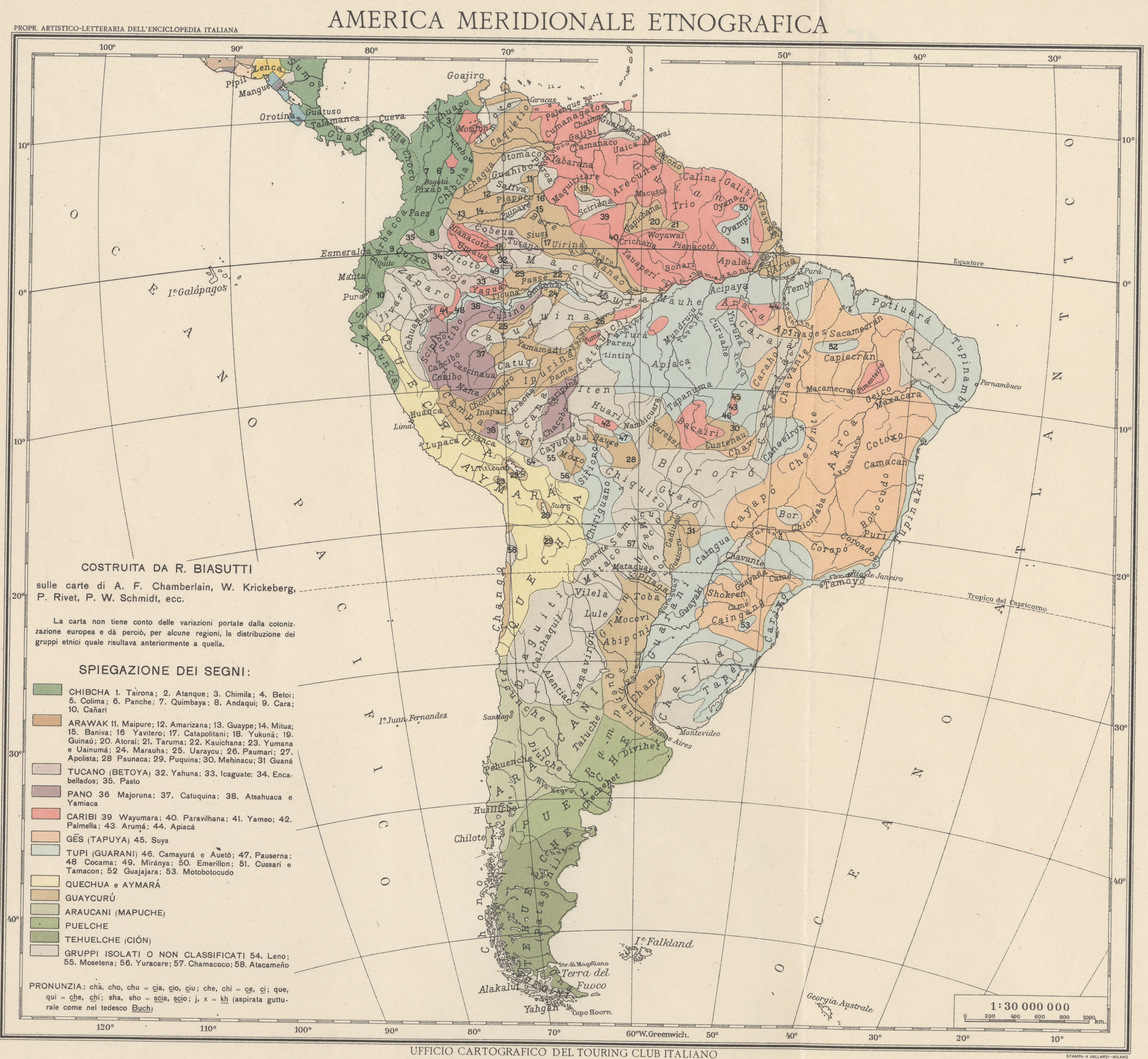
Mappa dei gruppi etnici in Sud America nel 1937

La popolazione indigena, già decimata dalle malattie portate dagli europei e massacrata nelle guerre di conquista, fu costretta a lavorare nelle miniere e nelle piantagioni dei conquistatori. Dato che quasi tutti gli indios morirono di fame, fatica e maltrattamenti, molti schiavi neri furono portati dall'Africa a lavorare al posto degli indios. All'inizio del XIX secolo i discendenti dei coloni spagnoli richiesero e ottennero con una serie di guerre contro la Spagna l'indipendenza dei loro territori. Anche il Brasile divenne indipendente.
L'indipendenza creò però nuovi conflitti: per tutto l'Ottocento e l'inizio del Novecento l'America Latina fu dilaniata da guerre tra i diversi Stati, che impoverirono questi Paesi e rafforzarono il potere dell'esercito. Furono perciò frequenti i colpi di Stato, i quali instaurarono più volte dittature militari, tra cui si distinsero quella di Pinochet, di Videla e dei Duvalier. Dalla fine dell'Ottocento gli Stati Uniti d'America iniziarono a intervenire attivamente nell'America Latina, cercando di impedire la formazione di governi che avrebbero potuto ostacolare i loro interessi nel continente (come nel corso della seconda guerra mondiale).

### Un'economia in via di sviluppo
La regione è afflitta dai problemi delle società in via di sviluppo: la scarsità di risorse alimentari, servizi sociali e sanitari insufficienti, un forte indebitamento con l'estero e, soprattutto, una diseguale distribuzione della ricchezza.
L'economia è arretrata, nonostante le grandi risorse, soprattutto minerarie e forestali. All'agricoltura e all'allevamento di sussistenza, praticati con mezzi inadeguati, si contrappongono le colture per l'esportazione, a cui sono riservati i maggiori investimenti. L'industria si limita alla trasformazione dei prodotti agricoli, all'estrazione e alla prima lavorazione dei minerali. Le comunicazioni sono ostacolate dagli sbarramenti montuosi e dalla fitta foresta.
Dal 1961 il presidente degli Stati Uniti John Fitzgerald Kennedy diede inizio ad un programma di aiuti e di sviluppo per l'America Latina, che prese il nome di Alleanza per il Progresso. Gli Stati Uniti fornirono, nel quadro della realizzazione del programma dell'Alleanza, venti miliardi di dollari in dieci anni, oltre all'assistenza tecnica ai Paesi dell'America Latina, per promuovere lo sviluppo economico e sociale, come la lotta contro l'analfabetismo. Tuttavia i risultati furono molto modesti per varie cause, in particolare:
- la mancanza di esperienza dei tecnici e politici americani, che non comprendevano la mentalità ed i costumi dei latino-americani;
- la scarsa volontà dei governi latino-americani che, nonostante avessero approvato il programma proposto, erano restii a promuovere le riforme necessarie, in particolare la riforma agricola.

## Stati
Gli Stati considerati parte dell'America Latina sono i seguenti:
| Stato            | Superficie (km²) | Abitanti    | Capitale            | Lingua ufficiale         | Indipendenza                    |
| ---------------- | ---------------- | ----------- | ------------------- | ------------------------ | ------------------------------- |
| Argentina        | 2 766 890        | 40 117 096  | Buenos Aires        | spagnolo                 | 9 luglio 1816 dalla Spagna      |
| Bolivia          | 1 098 581        | 10 907 778  | Sucre La Paz        | spagnolo lingue amerinde | 6 agosto 1825 dalla Spagna      |
| Brasile          | 8 514 877        | 208 494 900 | Brasilia            | portoghese               | 7 settembre 1822 dal Portogallo |
| Cile             | 756 950          | 17 224 200  | Santiago del Cile   | spagnolo                 | 12 febbraio 1818 dalla Spagna   |
| Colombia         | 1 141 748        | 45 925 397  | Bogotà              | spagnolo inglese         | 20 luglio 1810 dalla Spagna     |
| Costa Rica       | 51 100           | 4 608 426   | San José            | spagnolo                 | 1º luglio 1823 dal Messico      |
| Cuba             | 109 886          | 11 239 363  | L'Avana             | spagnolo                 | 10 ottobre 1868 dalla Spagna    |
| Rep. Dominicana  | 48 442           | 9 378 818   | Santo Domingo       | spagnolo                 | 16 agosto 1865 dalla Spagna     |
| Ecuador          | 272 046          | 15 007 343  | Quito               | spagnolo quechua         | 10 agosto 1809 dalla Spagna     |
| El Salvador      | 21 040           | 6 134 000   | San Salvador        | spagnolo                 | 15 settembre 1821 dalla Spagna  |
| Guadalupa        | 1 628            | 400 736     | Basse-Terre         | francese                 |                                 |
| Guatemala        | 108 890          | 13 276 517  | Città del Guatemala | spagnolo                 | 15 settembre 1821 dalla Spagna  |
| Guyana francese  | 83 534           | 217 000     | Caienna             | francese                 |                                 |
| Haiti            | 27 750           | 9 719 932   | Port-au-Prince      | francese creolo haitiano | 1º gennaio 1804 dalla Francia   |
| Honduras         | 112 492          | 8 249 574   | Tegucigalpa         | spagnolo                 | 1º luglio 1823 dal Messico      |
| Martinica        | 1 100            | 436 131     | Fort-de-France      | francese                 |                                 |
| Messico          | 1 972 550        | 112 336 538 | Città del Messico   | spagnolo                 | 15 settembre 1810 dalla Spagna  |
| Nicaragua        | 130 373          | 5 891 199   | Managua             | spagnolo                 | 1º luglio 1823 dal Messico      |
| Panama           | 75 517           | 3 405 813   | Panama              | spagnolo                 | 3 novembre 1903 dalla Colombia  |
| Paraguay         | 406 752          | 6 460 000   | Asunción            | spagnolo guaraní         | 14 maggio 1811 dalla Spagna     |
| Perù             | 1 285 216        | 29 496 000  | Lima                | spagnolo quechua         | 28 luglio 1821 dalla Spagna     |
| Porto Rico       | 9 104            | 3 725 789   | San Juan            | spagnolo inglese         |                                 |
| Saint-Barthélemy | 21               | 6 852       | Gustavia            | francese                 |                                 |
| Saint-Martin     | 54               | 33 102      | Marigot             | francese                 |                                 |
| Uruguay          | 176 215          | 3 494 382   | Montevideo          | spagnolo                 | 25 agosto 1825 dal Brasile      |
| Venezuela        | 916 445          | 29 105 632  | Caracas             | spagnolo                 | 5 luglio 1811 dalla Spagna      |

## Cultura

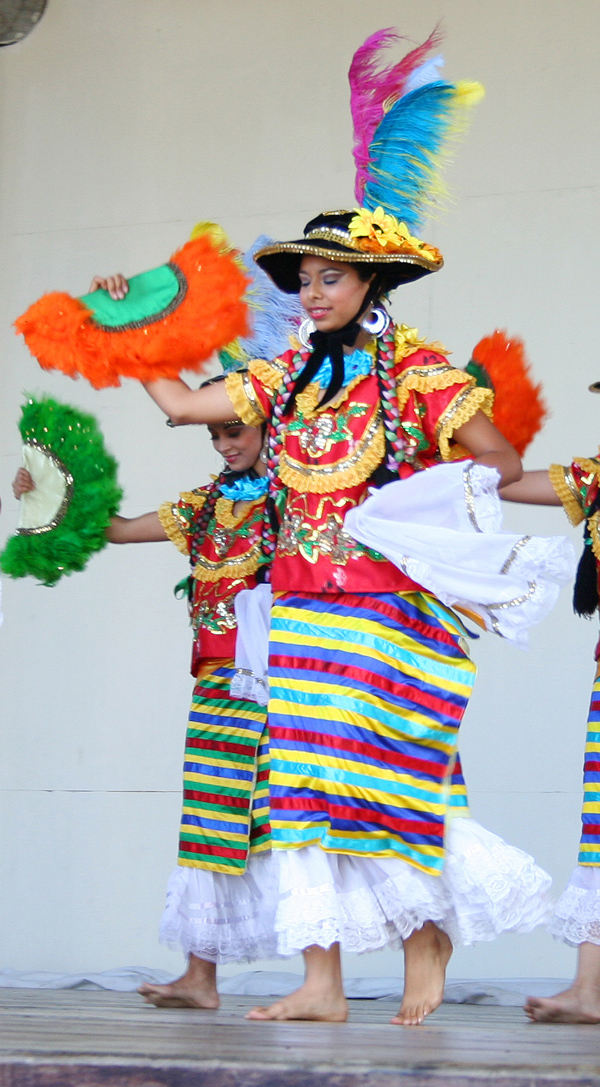
Il Mestizaje, indumento tradizionale del Nicaragua

La cultura dell'America Latina è il risultato della commistione di più culture differenti: quella dei popoli nativi americani, quella dei conquistatori europei, quelle africana, influente soprattutto a causa della secolare tratta degli schiavi, e infine quella asiatica, determinata dalle migrazioni avvenute tra il XIX e il XX secolo.
La cultura dei Paesi di lingua spagnola viene definita ispanoamericana.

### Arte
Oltre alla ricca tradizione artistica precolombiana, lo sviluppo dell'arte visiva latinoamericana deve molto all'influenza della pittura barocca spagnola, portoghese e francese, che a sua volta seguiva spesso le tendenze dei maestri italiani. In generale, questo eurocentrismo artistico iniziò a svanire all'inizio del XX secolo, quando i latinoamericani iniziarono a riconoscere l'unicità della loro condizione e a sviluppare una produzione originale.
L'artista visiva latinoamericana più rappresentativa è probabilmente Frida Kahlo, fautrice di uno stile che unisce realismo, simbolismo e surrealismo. I lavori di Frida Kahlo hanno i prezzi di vendita più alti tra tutti i dipinti latinoamericani.

### Letteratura
L'America Latina è sede di una ricca tradizione letteraria che può dividersi in due principali categorie: la letteratura ispanoamericana e quella in lingua portoghese.
Le culture precolombiane privilegiavano la trasmissione orale, tuttavia alcuni miti precolobiani furono trascritti dai conquistadores spagnoli, come nel caso dell'epica Maya nota come Popol Vuh. Nei secoli successivi la cultura scritta fu soprattutto appannaggio della Chiesa Cattolica, anche se tra la fine del XVIII e l'inizio del XIX secolo emerse una tradizione letteraria creola.
La letteratura latinoamericana ha sperimentato una sorta di boom tra gli anni '60 e '70 del XX secolo, soprattutto nel filone del realismo magico, il cui massimo esponente fu Gabriel García Márquez, e il rinnovato interesse per la letteratura latinoamericana portò alla riscoperta di autori precedenti, come per esempio Jorge Luis Borges. Tra gli autori contemporanei quelli di maggior successo sono probabilmente Paulo Coelho e Isabel Allende.
L'America latina può vantare sei Premi Nobel per la letteratura: Gabriela Mistral (1945), Pablo Neruda (1971), Miguel Ángel Asturias (1967), Gabriel García Márquez (1982), Octavio Paz (1990), e Mario Vargas Llosa (2010).

### Musica e danza
L'America Latina è particolarmente conosciuta per le sue musiche ed i suoi balli; tra essi si annoverano: la salsa, il tango, la bachata, il cha cha cha, il merengue, il rock latino, la danza moderna, e molte altre ancora.

### Religione
| Paese       | Chiesa Cattolica Romana | Protestantesimo |
| ----------- | ----------------------- | --------------- |
| Messico     | 83,8%                   | 7,6%            |
| Costa Rica  | 63,4%                   | 22,9%           |
| El Salvador | 44,3%                   | 35,3%           |
| Guatemala   | 47,9%                   | 38,2%           |
| Honduras    | 43,8%                   | 43,9%           |
| Nicaragua   | 55,7%                   | 30,4%           |
| Panama      | 66,8%                   | 21,3%           |
| Argentina   | 71%                     | 15%             |
| Bolivia     | 77%                     | 16%             |
| Brasile     | 61%                     | 26%             |
| Cile        | 64%                     | 17%             |
| Colombia    | 79%                     | 13%             |
| Ecuador     | 79%                     | 13%             |
| Paraguay    | 89%                     | 7%              |
| Perù        | 76%                     | 17%             |

La più diffusa religione in America Latina è quella cristiana. Al tempo della guerra fredda la Chiesa cattolica aveva un predominio storico nelle terre dell'America Latina e una forte presenza, ma oggi è in crescita il Protestantesimo - in diversi Paesi dell'America Latina - proporzionale al passaggio dal 7,6% della popolazione in Messico al 43,9% in Honduras.

## Il fenomeno migratorio latinoamericano

### Storia

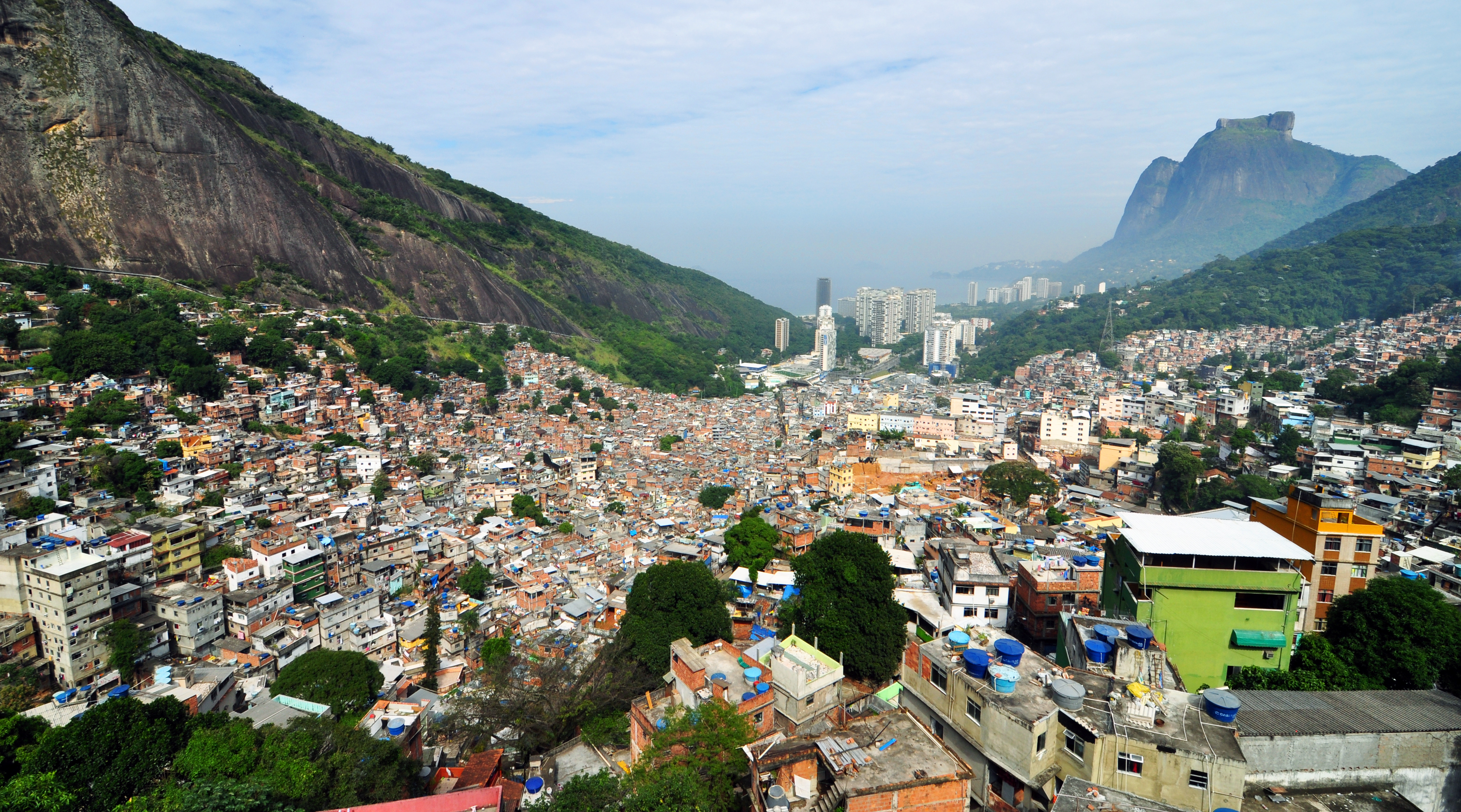
Favela di Rocinha (Rio de Janeiro, Brasile)

Si può situare l'inizio del fenomeno migratorio contemporaneo partendo dagli anni sessanta, quando a causa delle crisi di alcuni distretti minerari o agricoli dove da tempo vivevano popolazioni numerose si verificò il fenomeno dell'evacuazione di intere regioni. L'abbandono dei campi dovuto all'insufficienza dei redditi o dei salari agricoli fu un fenomeno comune a quasi tutti i Paesi latino-americani. Le destinazioni finali di queste migrazioni erano le grandi città, invitanti soprattutto per una certa industrializzazione e lo sviluppo del settore terziario. 
L'incapacità delle autorità pubbliche di controllare questo fenomeno si dimostrò con la crescita smisurata di quartieri subnormali, chiamati favelas in Brasile, villas miserias in Argentina, ranchitos in Venezuela, tugurios in Colombia, guasmos in Ecuador, casuchas in Repubblica Dominicana, pueblos jovenes in Perù, ciudadelas in Bolivia, callampa a Santiago del Cile e ciudades perdidas in Messico. Questo era il contesto sociale da cui partirono nel secondo dopoguerra la maggior parte dei migranti che avevano come destinazione New York (come i portoricani), Londra (come i giamaicani e gli abitanti delle Barbados), gli Stati meridionali degli Stati Uniti (come milioni di messicani) o la Florida, come quasi due milioni di cubani scappati dal regime di Fidel Castro.

### Migrazioni interne
Si sono registrate anche delle migrazioni interne all'area centro americana, caratterizzate dalla ricerca di opportunità di lavoro nel campo dell'industria petrolifera. In Argentina, la presenza dell'industria petrolifera nella zona della Patagonia, l'estrazione del carbone e il conseguente sviluppo economico di isolati nuclei urbani hanno attirato numerosi gruppi di lavoratori con le proprie famiglie.
In qualche caso più limitato si sono registrate anche ondate migratorie per motivi politici. Si può quindi notare un quadro caratterizzato da una spiccata instabilità, anche dovuto a un incessante incremento demografico che continua ancora oggi.

### Ilatinosnegli Stati Uniti
È possibile dire che si è avuto a che fare con una vera e propria rivoluzione sociale e demografica sull'intero scenario americano. A Los Angeles e a Miami i latinos sono attualmente la maggioranza della popolazione e lo spagnolo è la lingua più parlata in interi quartieri di Chicago, Boston e Filadelfia. Verso la fine del 1996 il numero dei latinos superò quello degli afroamericani, divenendo il secondo gruppo etnico presente a New York (anche se già da tempo rappresentavano la maggioranza assoluta nel Bronx). Quattro anni dopo la California diventò il secondo Stato dopo il Nuovo Messico a presentare una società «a maggioranza di minoranza». Le conseguenze di questo fenomeno stanno avendo ripercussioni sulle politiche pubbliche e sull'intera dimensione culturale americana.
I latinos preferiscono stabilirsi nelle grandi aree metropolitane, infatti tutti i principali gruppi si concentrano nelle venti maggiori città del Paese. Los Angeles registra una popolazione salvadoregna maggiore di quella residente a San Salvador e New York un numero di portoricani superiore a San Juan e un numero di dominicani pari a Santo Domingo.

## Economia

### Agricoltura

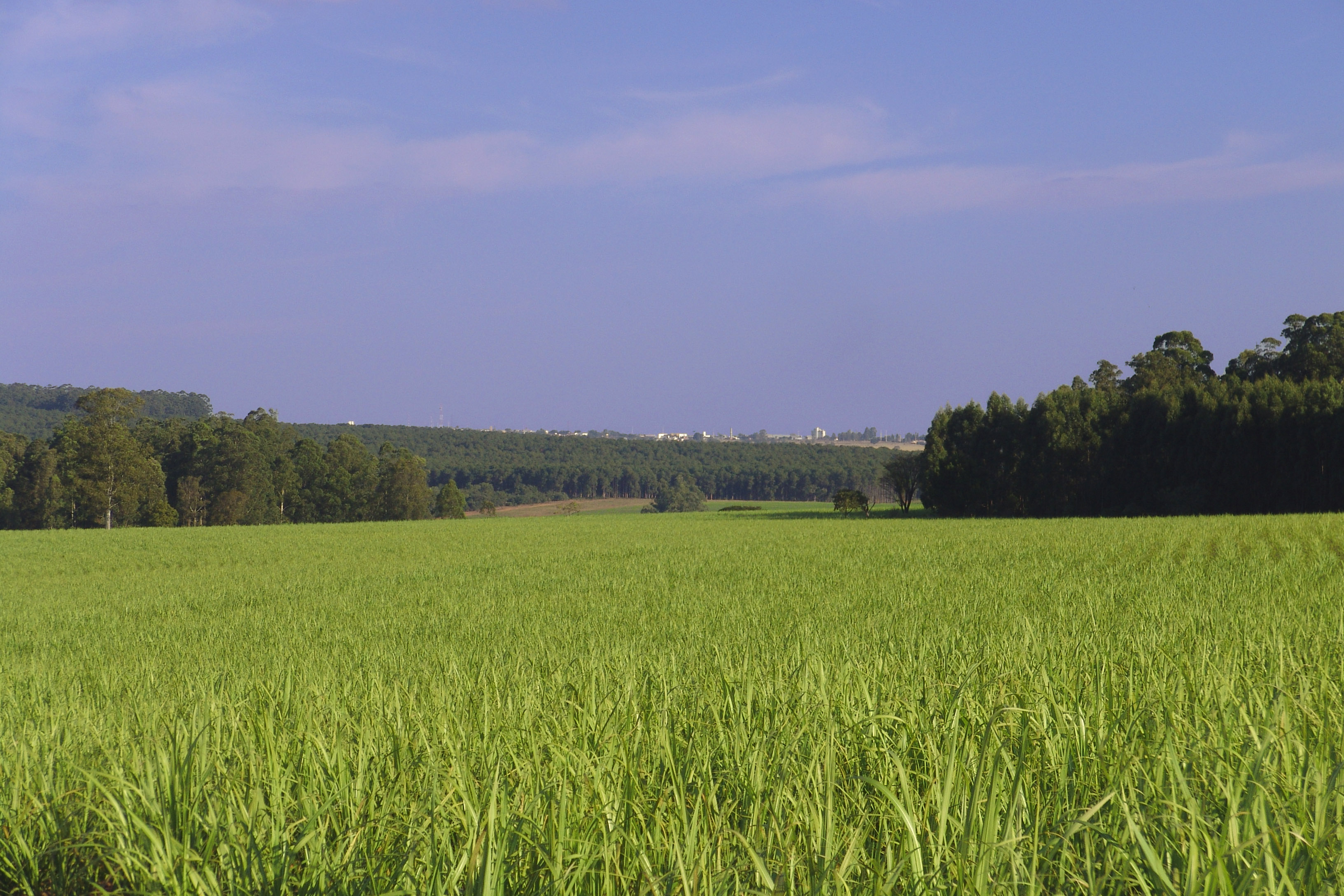
Piantagione di canna da zucchero a San Paolo. Nel 2018 il Brasile è stato il più grande produttore mondiale, con 746 milioni di tonnellate. L'America Latina produce più della metà della canna da zucchero del mondo.

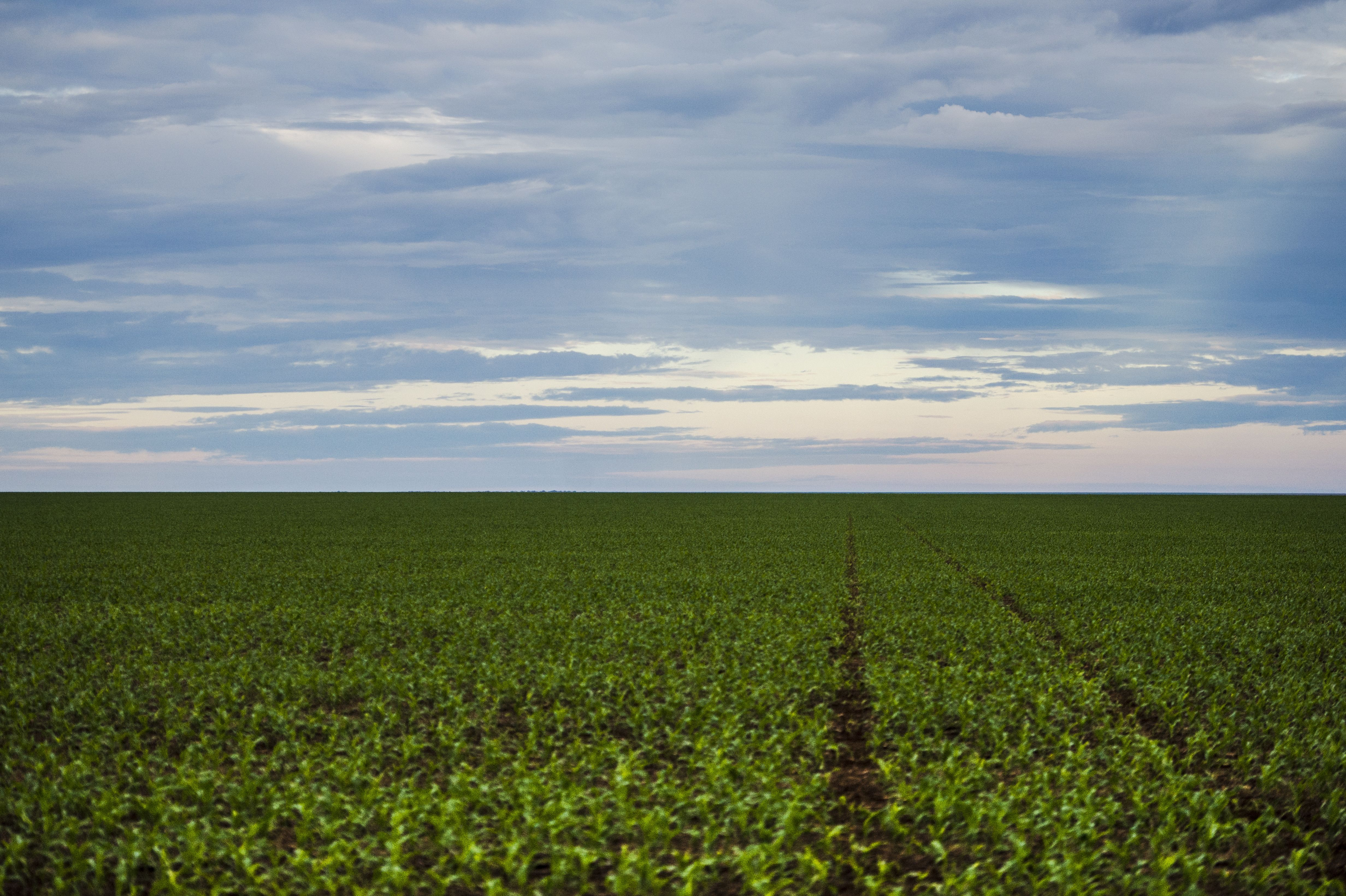
Piantagione di soia in Mato Grosso. Nel 2020, il Brasile è stato il più grande produttore mondiale, con 130 milioni di tonnellate. L'America Latina produce metà della soia mondiale.

I quattro Paesi con la maggiore agricoltura in Sud America sono Brasile, Argentina, Cile e Colombia.
- Il Brasile è il maggior produttore mondiale di canna da zucchero, soia, caffè, arancio, guaranà, açaí e noce del Brasile; è uno dei cinque maggiori produttori di mais, papaya, tabacco, ananas, banana, cotone, fagiolo, cocco, anguria e limone; ed è uno dei dieci maggiori produttori al mondo di cacao, anacardi, avocado, cachi, mango, guava, riso, sorgo e pomodoro;
- L'Argentina è uno dei cinque maggiori produttori al mondo di soia, mais, girasole, limone e pera, uno dei dieci maggiori produttori mondiali di orzo, uva, carciofo, tabacco e cotone e uno dei quindici maggiori produttori mondiali di grano, canna da zucchero, sorgo e pompelmo;
- Il Cile è uno dei cinque maggiori produttori mondiali di ciliegia e mirtillo rosso e uno dei dieci maggiori produttori mondiali di uva, mela, kiwi e pesca, concentrandosi sull'esportazione di frutta di alto valore;
- La Colombia è uno dei cinque maggiori produttori mondiali di caffè, avocado e olio di palma, e uno dei dieci maggiori produttori mondiali di canna da zucchero, banana, ananas e cacao;
- Perù è uno dei cinque maggiori produttori di avocado, mirtillo, carciofo e asparagi, uno dei dieci maggiori produttori mondiali di caffè e cacao, uno dei quindici maggiori produttori al mondo di patate e ananas, e ha anche una notevole produzione di uva, canna da zucchero, riso, banana, mais e manioca; la sua agricoltura è notevolmente diversificata;
- L'agricoltura in Paraguay è attualmente in via di sviluppo, essendo attualmente il sesto più grande produttore di soia nel mondo ed entrando nella lista dei venti maggiori produttori di mais e canna da zucchero.[23]

In America centrale, spiccano i seguenti:
- Guatemala, uno dei dieci maggiori produttori al mondo di caffè, canna da zucchero, melone e gomma naturale e uno dei quindici maggiori produttori di banana e olio di palma;
- Honduras, che è uno dei cinque maggiori produttori di caffè al mondo e uno dei dieci maggiori produttori di olio di palma;
- Costa Rica, che è il maggior produttore mondiale di ananas;
- Repubblica Dominicana, che è uno dei primi cinque produttori mondiali di papaya e avocado, e uno dei dieci maggiori produttori di cacao.
- Messico, il più grande produttore mondiale di avocado, uno dei cinque principali produttori mondiali di peperoncino, limone, arancio, mango, papaya, fragola, pompelmo, zucca e asparagi e uno dei dieci maggiori produttori mondiali di canna da zucchero, mais, sorgo, fagiolo, pomodoro, cocco, ananas, melone e mirtillo.[24]

### Bestiame

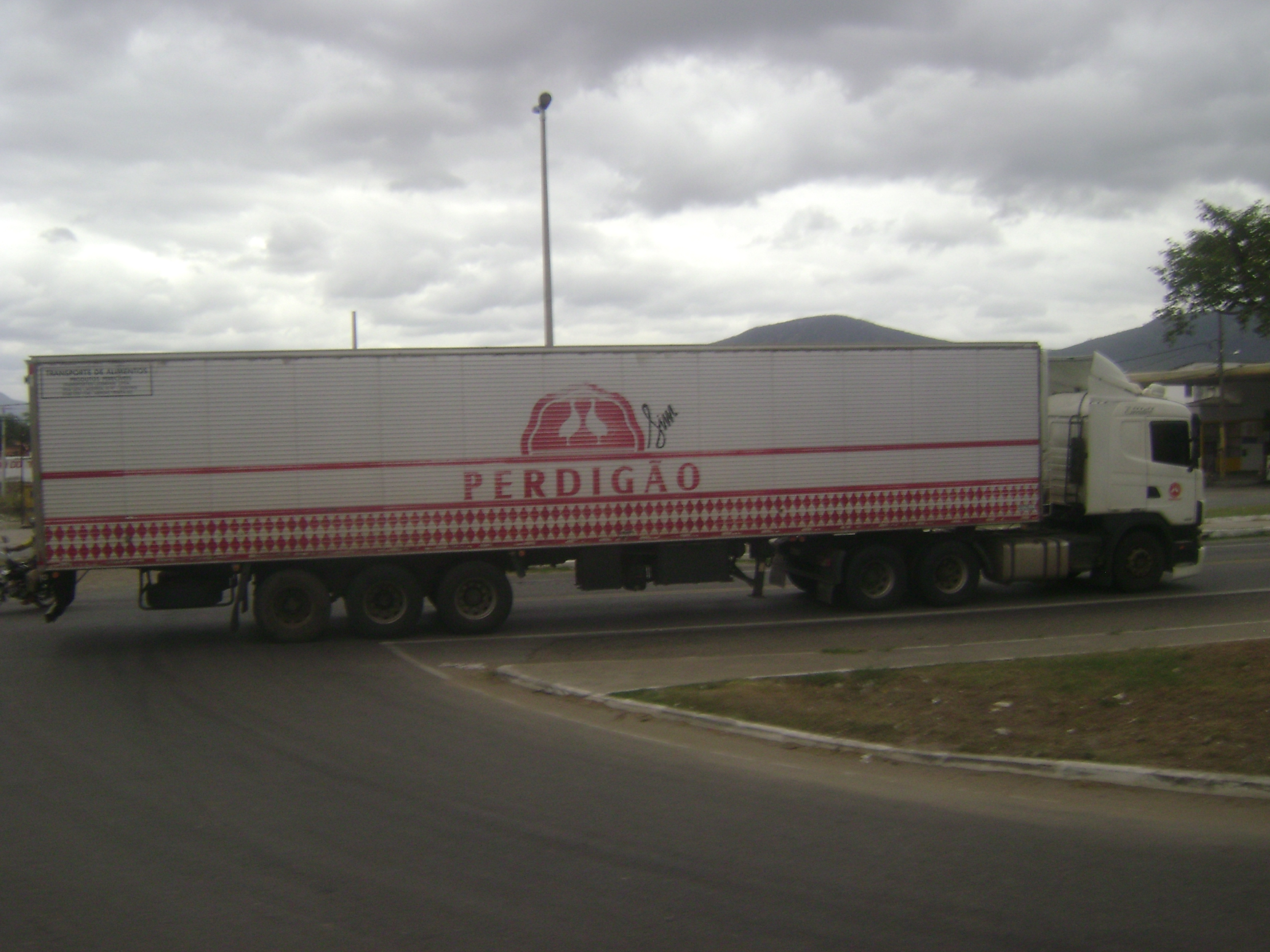
Camion di un'azienda di carne in Brasile. L'America Latina produce il 25% della carne di manzo e di pollo del mondo.

Il Brasile è il più grande esportatore mondiale di carne di pollo: 3,77 milioni di tonnellate nel 2019. Il Paese è il proprietario della seconda mandria di bestiame più grande del mondo, 22,2% della mandria mondiale. Il Paese è stato il secondo maggior produttore di manzo nel 2019, responsabile del 15,4% della produzione mondiale. È stato anche il terzo produttore di latte al mondo nel 2018. Quest'anno il Paese ha prodotto 35,1 miliardi di litri. Nel 2019, il Brasile è stato il 4º più grande produttore di maiale al mondo, con quasi 4 milioni di tonnellate.
Nel 2018 l'Argentina è stato il quarto produttore mondiale di manzo, con una produzione di tre milioni di tonnellate (solo dopo Stati Uniti, Brasile e Cina). L'Uruguay è anche un importante produttore di carne. Nel 2018 ha prodotto 589.000 tonnellate di carne bovina.
Nella produzione di carne di pollo il Messico è tra i dieci maggiori produttori al mondo, l'Argentina tra i quindici maggiori e il Perù e la Colombia tra i venti maggiori. Nella produzione di manzo il Messico è uno dei dieci maggiori produttori al mondo e la Colombia è uno dei venti maggiori produttori. Nella produzione di carne di maiale il Messico è tra i quindici maggiori produttori al mondo. Nella produzione di miele l'Argentina è tra i cinque maggiori produttori al mondo, il Messico tra i dieci maggiori e il Brasile tra i quindici maggiori. In termini di produzione di latte di vacca il Messico è tra i quindici maggiori produttori al mondo e l'Argentina tra i venti.

### Estrazione mineraria

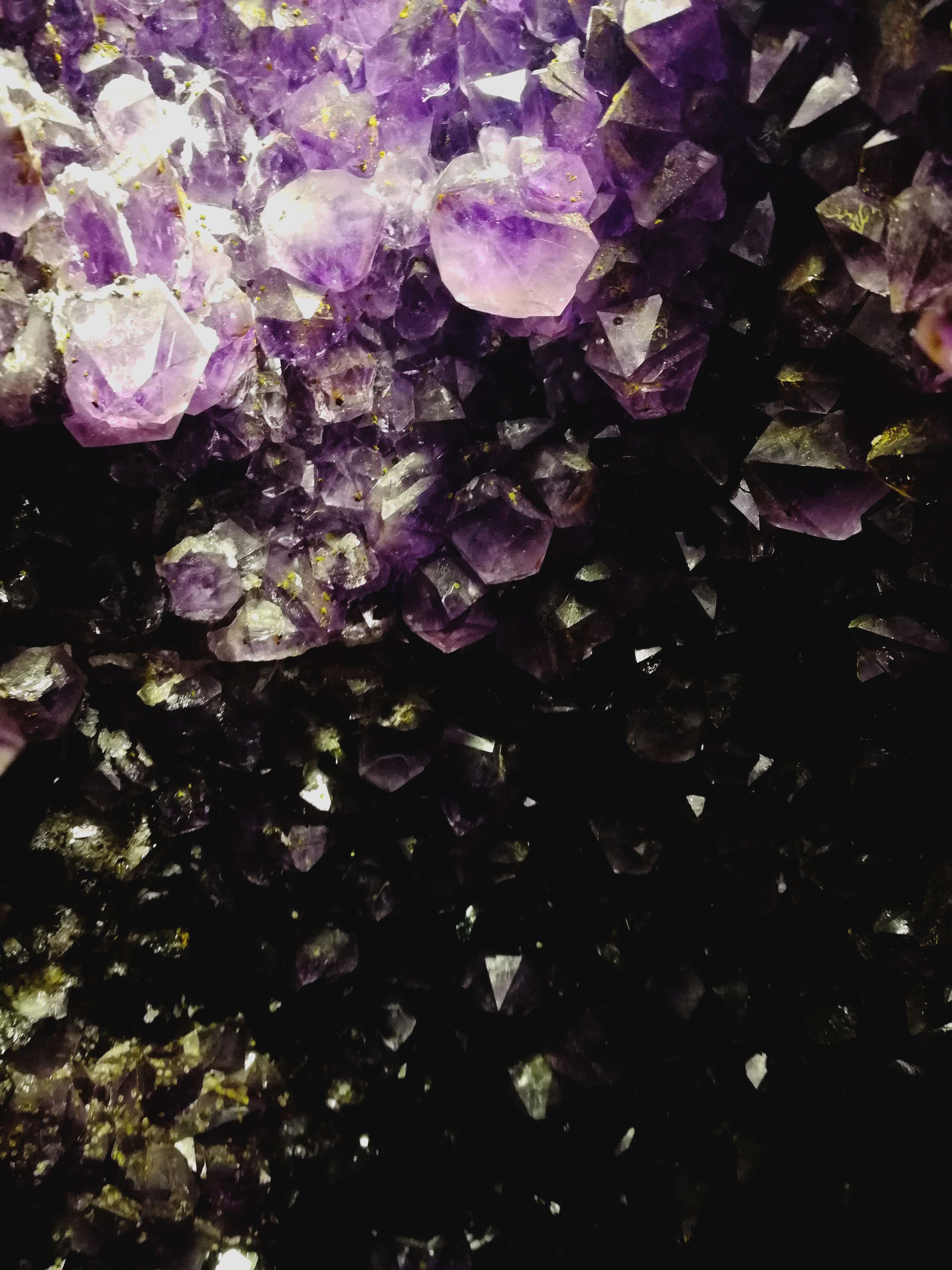
Miniera di ametista a Ametista do Sul. L'America Latina è un importante produttore di gemme come ametista, topazio, smeraldo, acquamarina e tormalina

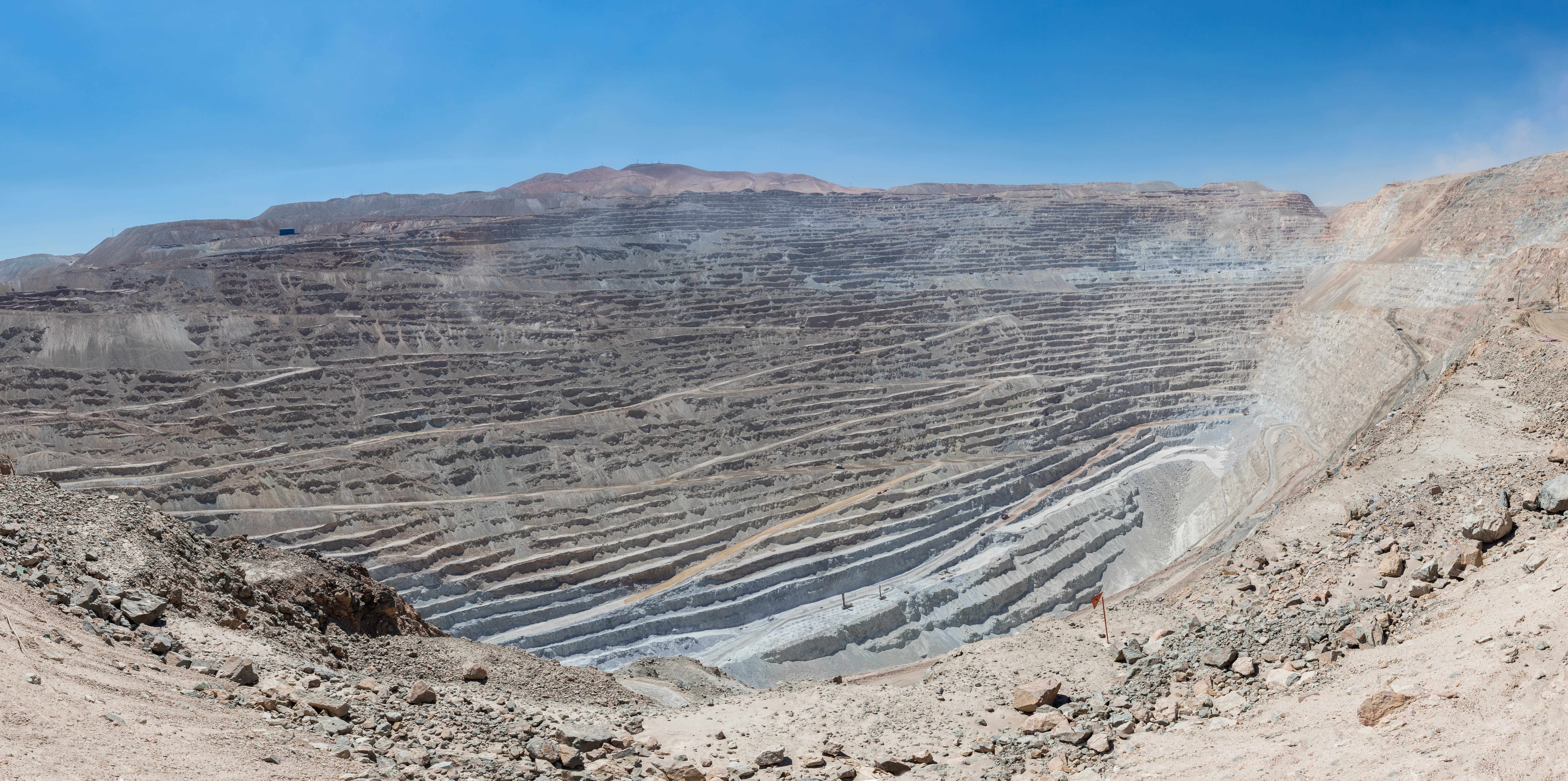
Miniera di rame in Cile. L'America Latina produce più della metà del rame mondiale

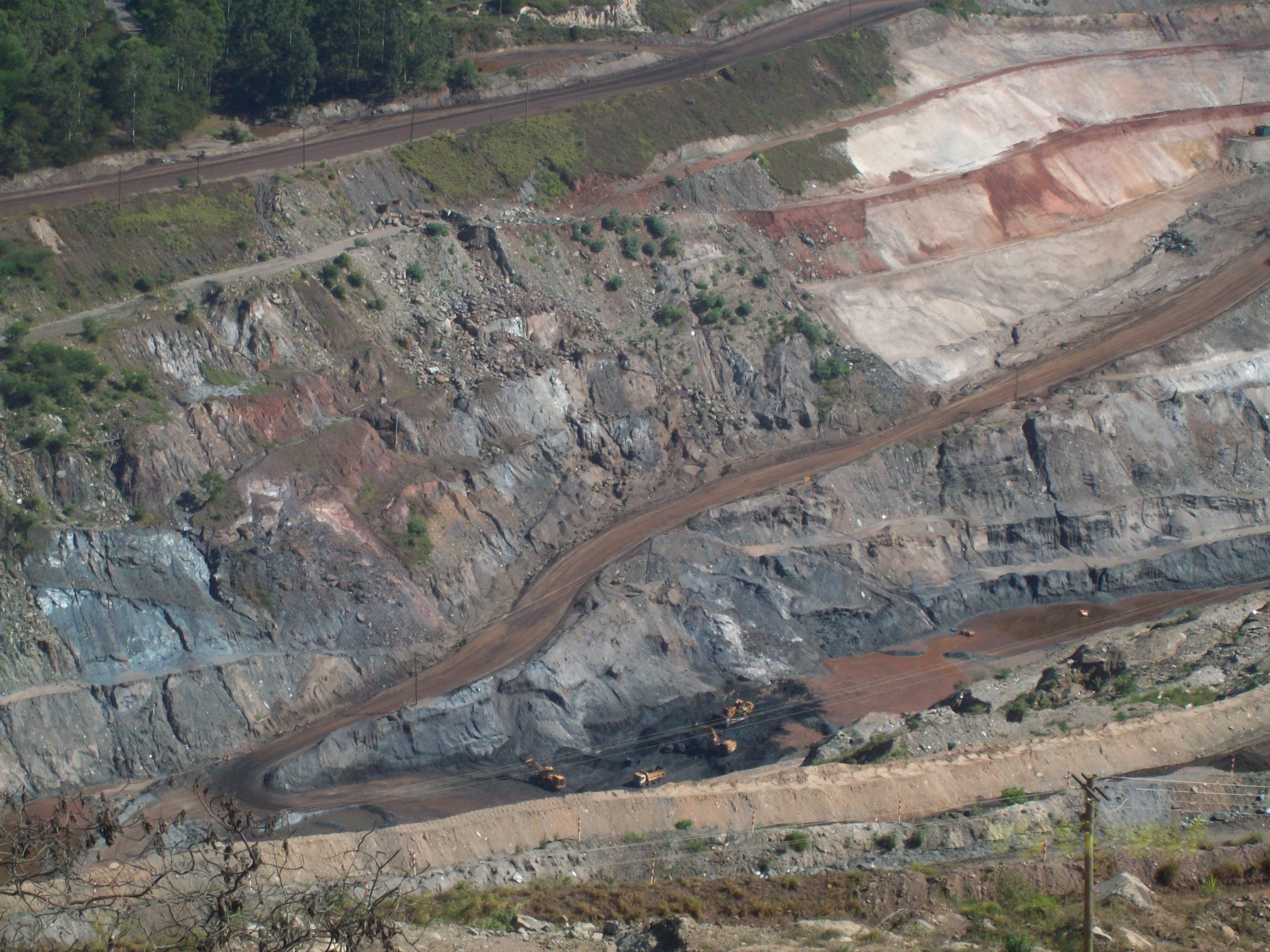
Miniera di ferro a Minas Gerais. Il Brasile è il secondo esportatore mondiale di minerale di ferro.

Il Cile contribuisce a circa un terzo della produzione mondiale di rame. Nel 2018 il Perù è stato il secondo produttore mondiale di argento e rame e il sesto produttore di oro (i tre metalli che generano il maggior valore), oltre a essere il terzo produttore mondiale di zinco e stagno e quarto di piombo. Il Brasile è il secondo esportatore mondiale di minerale di ferro, possiede il 98% delle riserve note di niobio nel mondo ed è uno dei cinque maggiori produttori mondiali di bauxite, manganese e stagno. La Bolivia è il quinto produttore mondiale di stagno, il settimo produttore di argento e l'ottavo produttore di zinco al mondo.
Il Messico è il più grande produttore di argento nel mondo, rappresenta quasi il 23% della produzione mondiale, producendo più di 200 milioni di once nel 2019. Ha anche importanti miniere di rame e zinco e produce una quantità significativa di oro.

### Petrolio e gas
Alcuni Paesi dell'America Latina sono tra i maggiori produttori di petrolio, il Brasile è il decimo produttore mondiale, il Messico il tredicesimo, il Venezuela il sedicesimo e la Colombia il ventiduesimo. La tabella seguente mostra i cinque Paesi con la produzione più alta.
|   | Paese     | Produzione di olio 2018 (barili/giorno) |
| - | --------- | --------------------------------------- |
| 1 | Brasile   | 2 587 000                               |
| 2 | Messico   | 1 852 000                               |
| 3 | Venezuela | 1 484 000                               |
| 4 | Colombia  | 863 000                                 |
| 5 | Ecuador   | 517 000                                 |

Dato che Venezuela ed Ecuador consumano poco petrolio ed esportano la maggior parte della loro produzione, fanno parte dell'OPEC. Il Venezuela ha registrato un forte calo della produzione dopo il 2015 (dove ha prodotto 2,5 milioni di barili / giorno), scendendo nel 2016 a 2,2 milioni, nel 2017 a 2 milioni, nel 2018 a 1,4 milioni e nel 2019 a 877mila, per mancanza di investimenti.
Nella produzione di gas naturale, nel 2018, l'Argentina ha prodotto 1524 bcf (miliardi di piedi cubi), il Messico ha prodotto 999, il Venezuela 946, il Brasile 877, la Bolivia 617, il Perù 451, la Colombia 379.

### Turismo

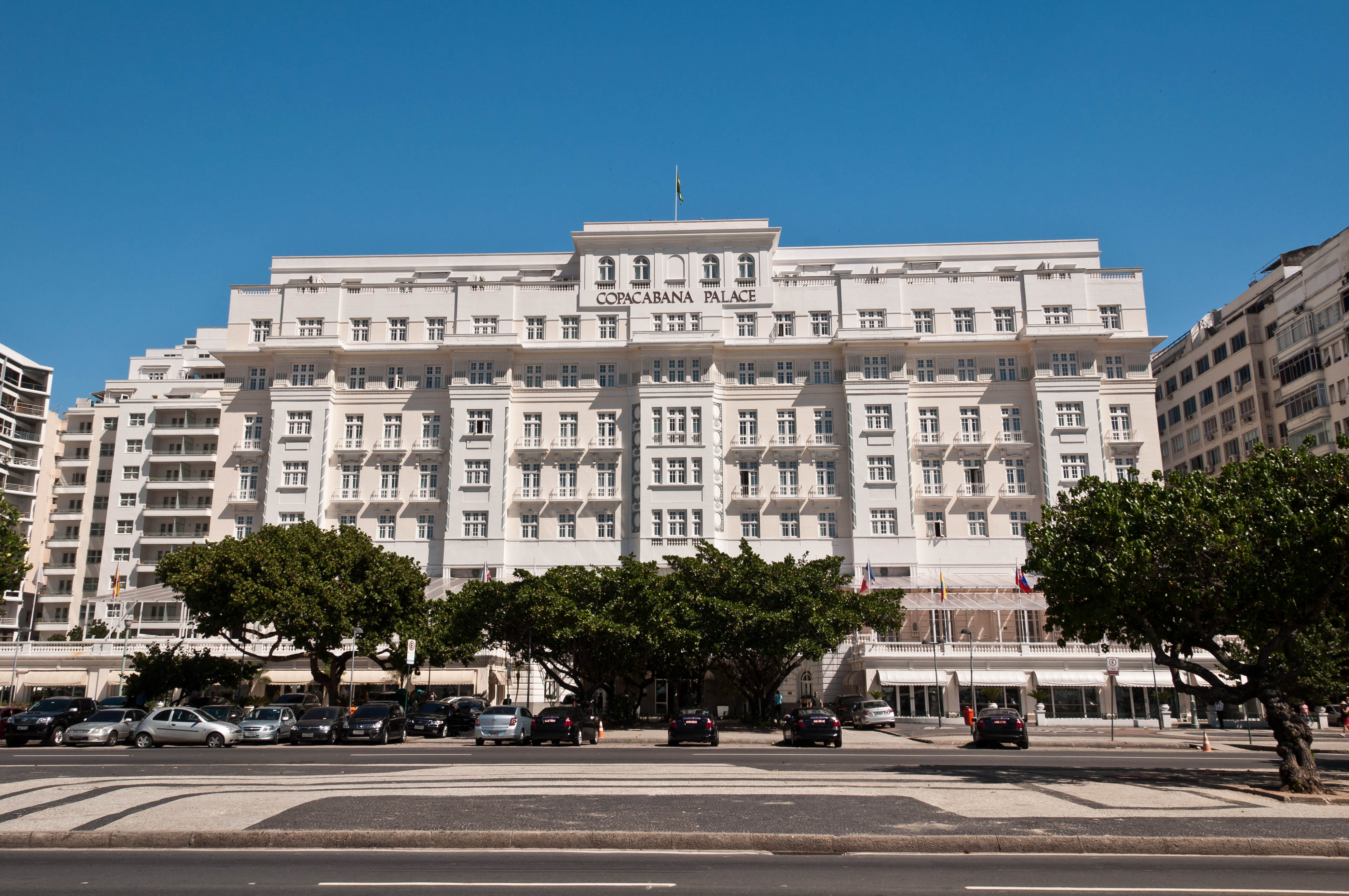
Copacabana Palace, il miglior hotel del Sud America, a Rio de Janeiro

Nell'elenco delle destinazioni turistiche mondiali, nel 2018, il Messico è stato il settimo Paese più visitato al mondo, con 41,4 milioni di turisti internazionali (e un reddito di 22,5 miliardi di dollari), buona parte dei quali dal confine con gli Stati Uniti. L'Argentina è stato il 47º Paese più visitato, con 6,9 milioni di turisti internazionali (e ricavi per 5,5 miliardi di dollari); il Brasile è stato il 48º più visitato con 6,6 milioni di turisti (e ricavi per 5,9 miliardi di dollari); la Repubblica Dominicana al 49º posto con 6,5 milioni di turisti (e ricavi per 7,5 miliardi di dollari); il Cile al 53º posto con 5,7 milioni di turisti (e un reddito di 2,9 miliardi di dollari); il Perù in posizione 60 con 4,4 milioni di turisti (e un reddito di 3,9 miliardi di dollari); la Colombia 65º con 3,8 milioni di turisti (e ricavi per 5,5 miliardi di dollari); l'Uruguay 69º con 3,4 milioni di turisti (e un reddito di 2,3 miliardi di dollari); la Costa Rica 74º con tre milioni di turisti (e un reddito di 3,9 miliardi di dollari). Si noti che il numero di turisti non riflette sempre l'importo monetario che il Paese riceve dal turismo. Alcuni Paesi svolgono un turismo di livello superiore, ottenendo maggiori benefici. Il turismo in Sud America è ancora poco evoluto: in Europa, per esempio, i Paesi ottengono valori turistici annuali come 73,7 miliardi di dollari (Spagna), ricevendo 82,7 milioni di turisti o 67,3 miliardi di dollari (Francia) che ricevono 89,4 milioni di turisti. Mentre l'Europa ha ricevuto 710 milioni di turisti nel 2018 l'Asia 347 milioni e il Nord America 142,2 milioni, il Sud America solo 37 milioni, l'America Centrale 10,8 milioni e i Caraibi 25,7 milioni.

### Industrie

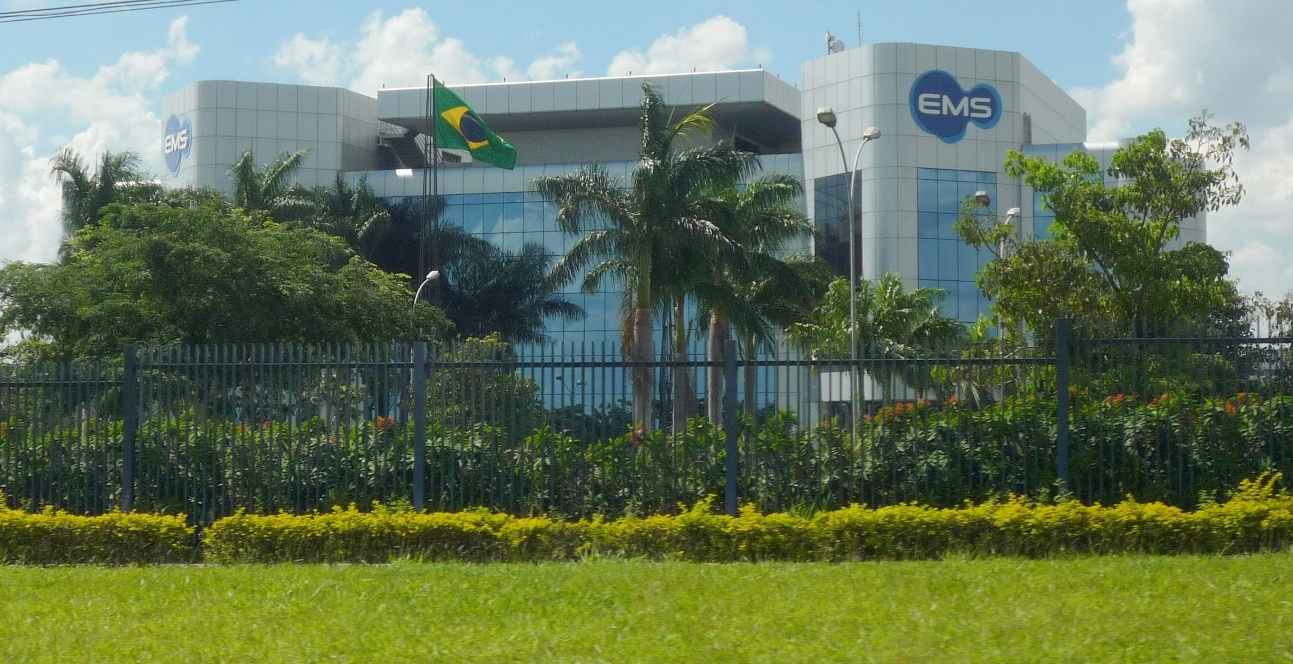
EMS, la più grande industria farmaceutica brasiliana

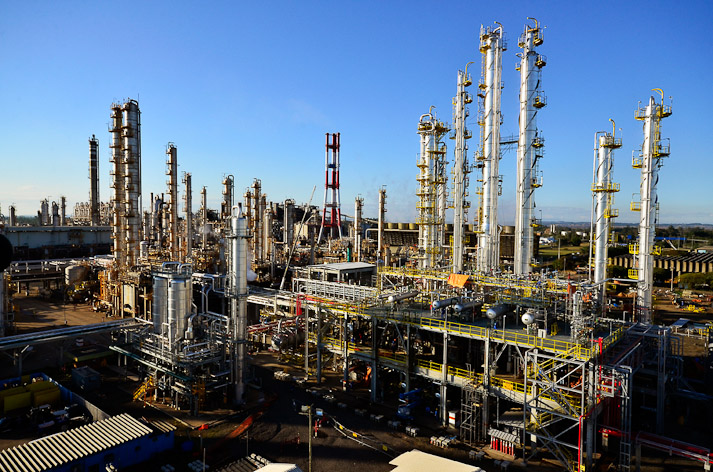
Braskem, la più grande industria chimica brasiliana

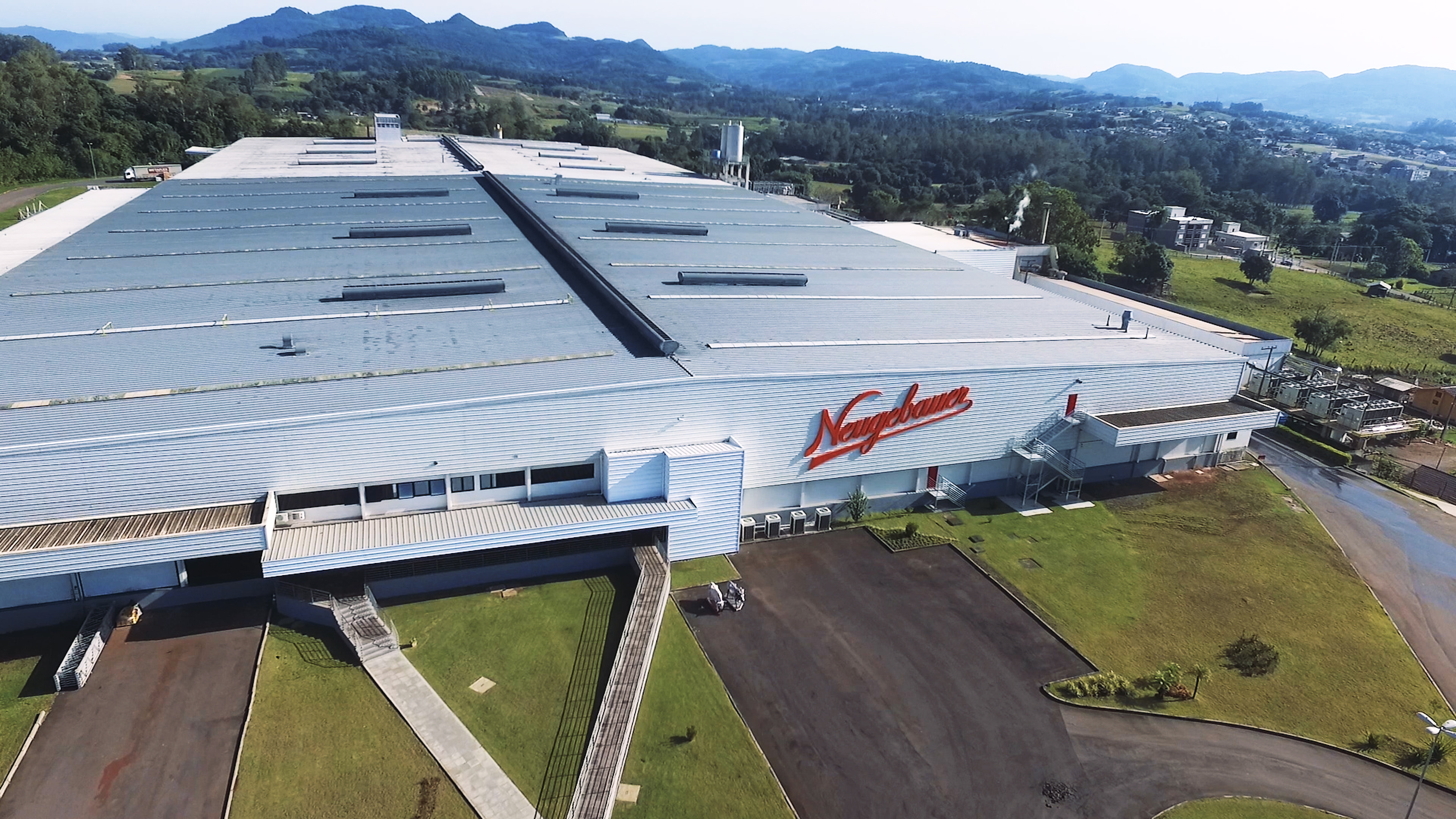
Fabbrica di cioccolato Neugebauer a Arroio do Meio. L'America Latina è specializzata nella lavorazione degli alimenti

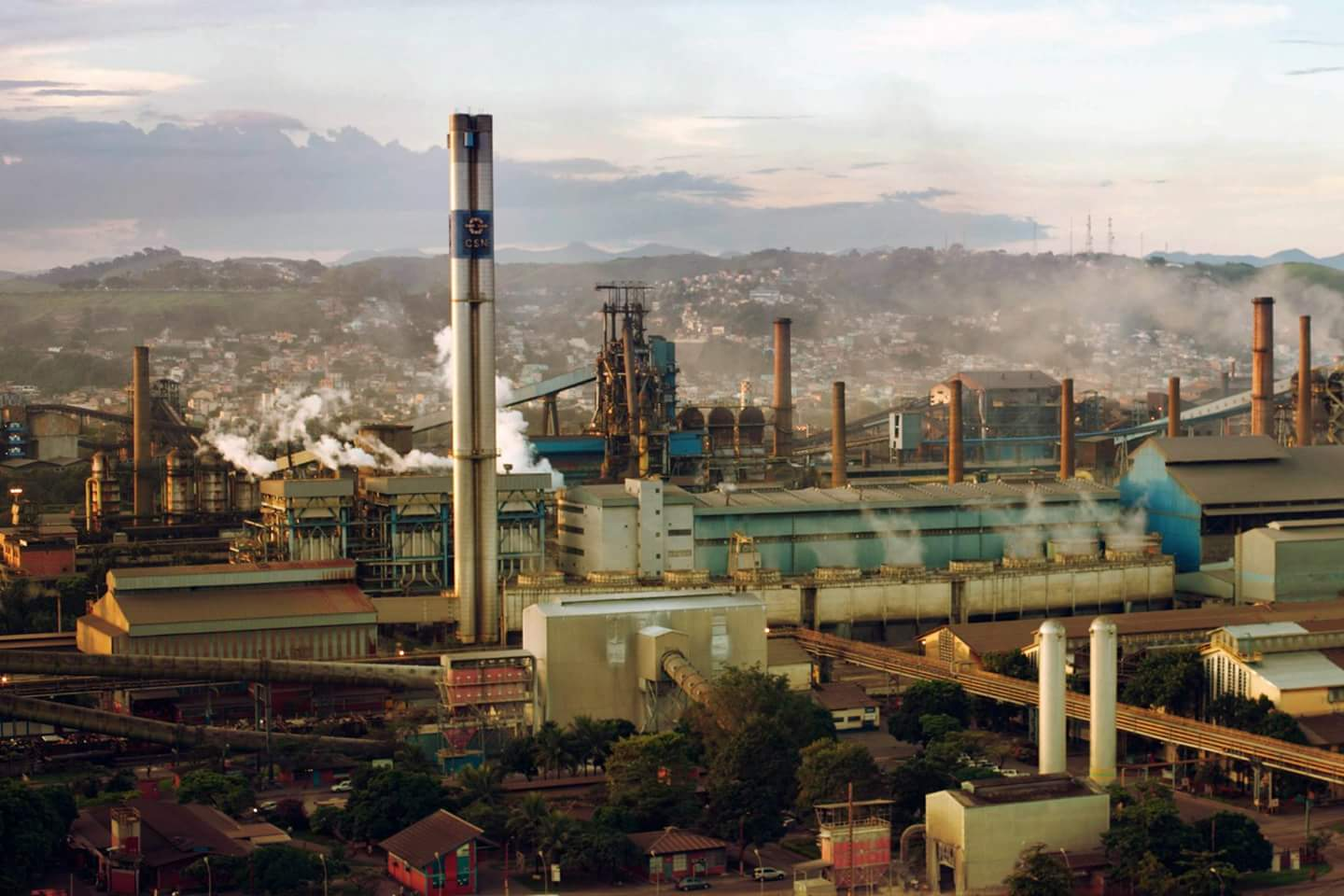
Siderúrgica CSN, in Volta Redonda. Il Brasile è uno dei dieci maggiori produttori di acciaio al mondo; Il Messico è uno dei quindici più grandi e l'Argentina uno dei trenta più grandi

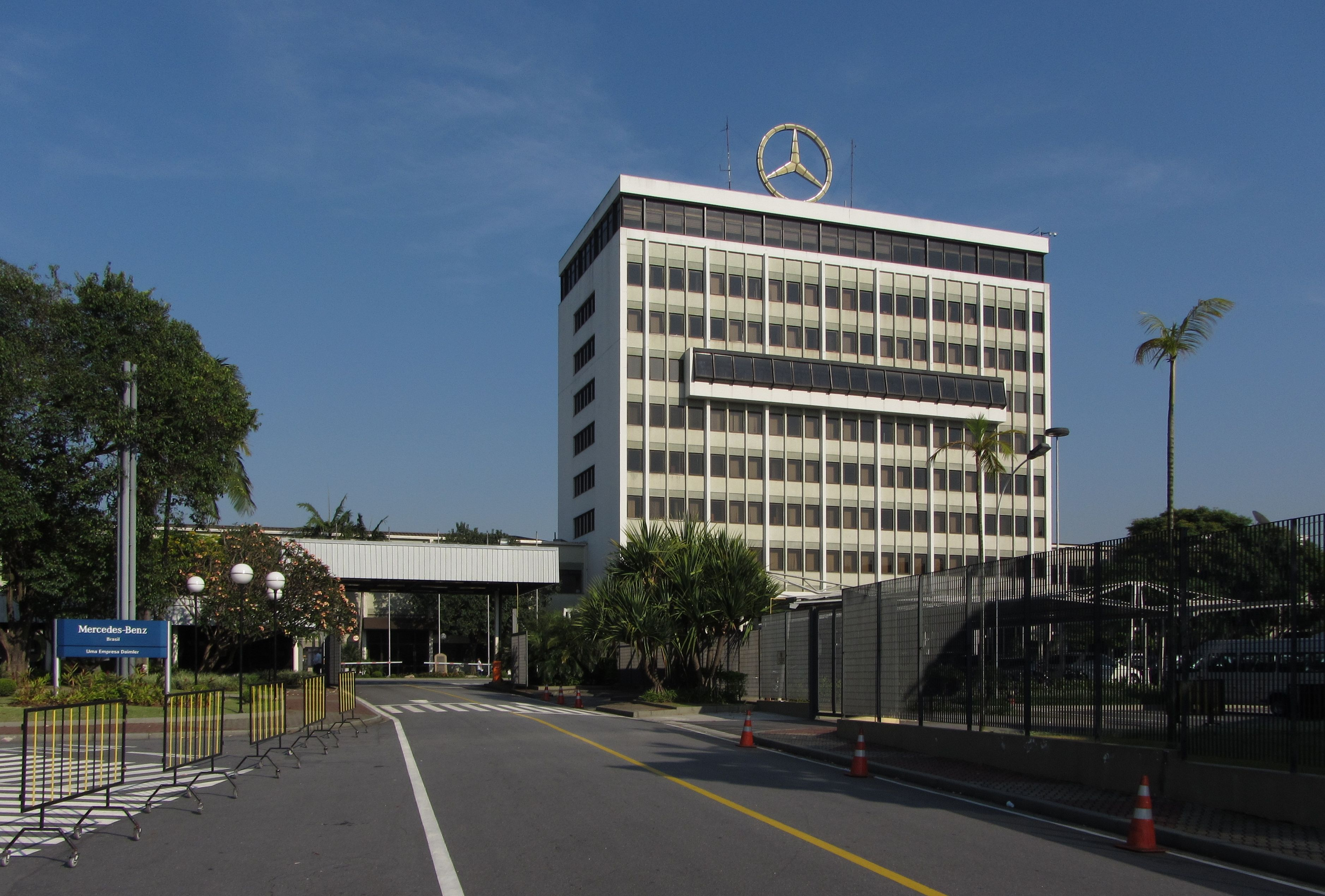
Stabilimento Mercedes-Benz a San Paolo. Il Messico e il Brasile sono tra i dieci maggiori produttori di veicoli al mondo e l'Argentina tra i trenta maggiori.

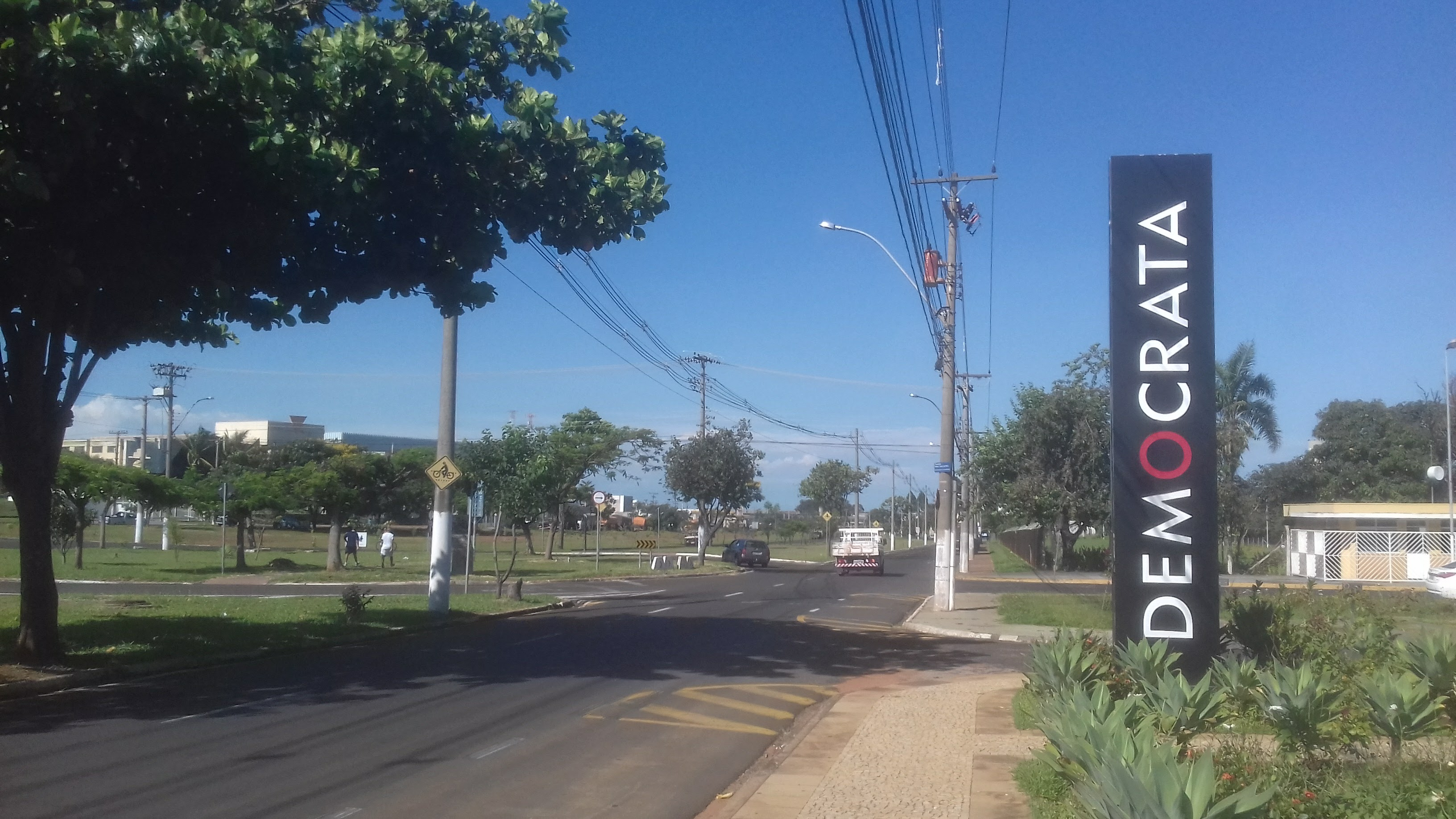
Portico del calzaturificio uomo Democrata, a Franca. Il Brasile è il quarto produttore di scarpe al mondo

La Banca Mondiale elenca ogni anno i principali Paesi produttori in base al valore di produzione totale. Secondo l'elenco del 2019, il Messico avrebbe la dodicesima industria più preziosa al mondo (217,8 miliardi di dollari), il Brasile ha la tredicesima più grande (173,6 miliardi di dollari), il Venezuela la trentesima (58,2 miliardi di dollari, tuttavia, che dipendono dal petrolio per ottenere questo valore), l'Argentina il 31º più grande (57,7 miliardi di $), la Colombia il 46º più grande (35,4 miliardi di $), il Perù il 50º più grande (28,7 miliardi di $) e il Cile il 51º più grande (28,3 miliardi di dollari).
In America Latina pochi Paesi ottengono una proiezione nell'attività industriale: Brasile, Argentina, Messico e, in modo meno prominente, Cile. L'industrializzazione di questi Paesi, iniziata tardi, ha ricevuto un grande impulso dalla seconda guerra mondiale: ciò ha impedito ai Paesi in guerra di acquistare i prodotti che erano abituati a importare ed esportare ciò che producevano. Allora, beneficiando delle abbondanti materie prime locali, dei bassi salari pagati alla forza lavoro e di una certa specializzazione portata dagli immigrati, Paesi come Brasile, Messico e Argentina, oltre a Venezuela, Cile, Colombia e Perù, hanno potuto implementare grandi parchi industriali. In generale in questi Paesi ci sono industrie che richiedono poco capitale e tecnologia semplice per la loro installazione, come l'industria alimentare e tessile. Spiccano anche le industrie di base (acciaio, ecc.), nonché le industrie metallurgiche e meccaniche.
I parchi industriali di Brasile, Messico, Argentina e Cile, tuttavia, presentano una diversità e una raffinatezza molto maggiori, producendo articoli tecnologici avanzati. Nel resto dei Paesi dell'America Latina, principalmente in America Centrale, predominano le industrie di trasformazione dei prodotti primari per l'esportazione.
Il Brasile è il leader industriale in America Meridionale. Nel campo dell'industria alimentare, nel 2019, il Brasile è stato il secondo esportatore mondiale di alimenti trasformati. Nel 2016 il Paese è stato il 2º produttore di cellulosa al mondo e l'8º produttore di carta. In industria di scarpa, nel 2019, il Brasile si è classificato al 4º posto tra i produttori mondiali. Nel 2019 il Paese è stato l'8º produttore di veicoli e il 9º produttore di acciaio nel mondo. Nel 2018, industria chimica del Brasile si è classificata all'8º posto nel mondo. Nel campo dell'industria tessile il Brasile, sebbene nel 2013 fosse tra i cinque maggiori produttori mondiali, è poco integrato nel commercio mondiale. Nel settore dell'aviazione, il Brasile ha Embraer, il terzo produttore di aeromobili al mondo, dietro solo Boeing e Airbus.

### Galleria di immagini

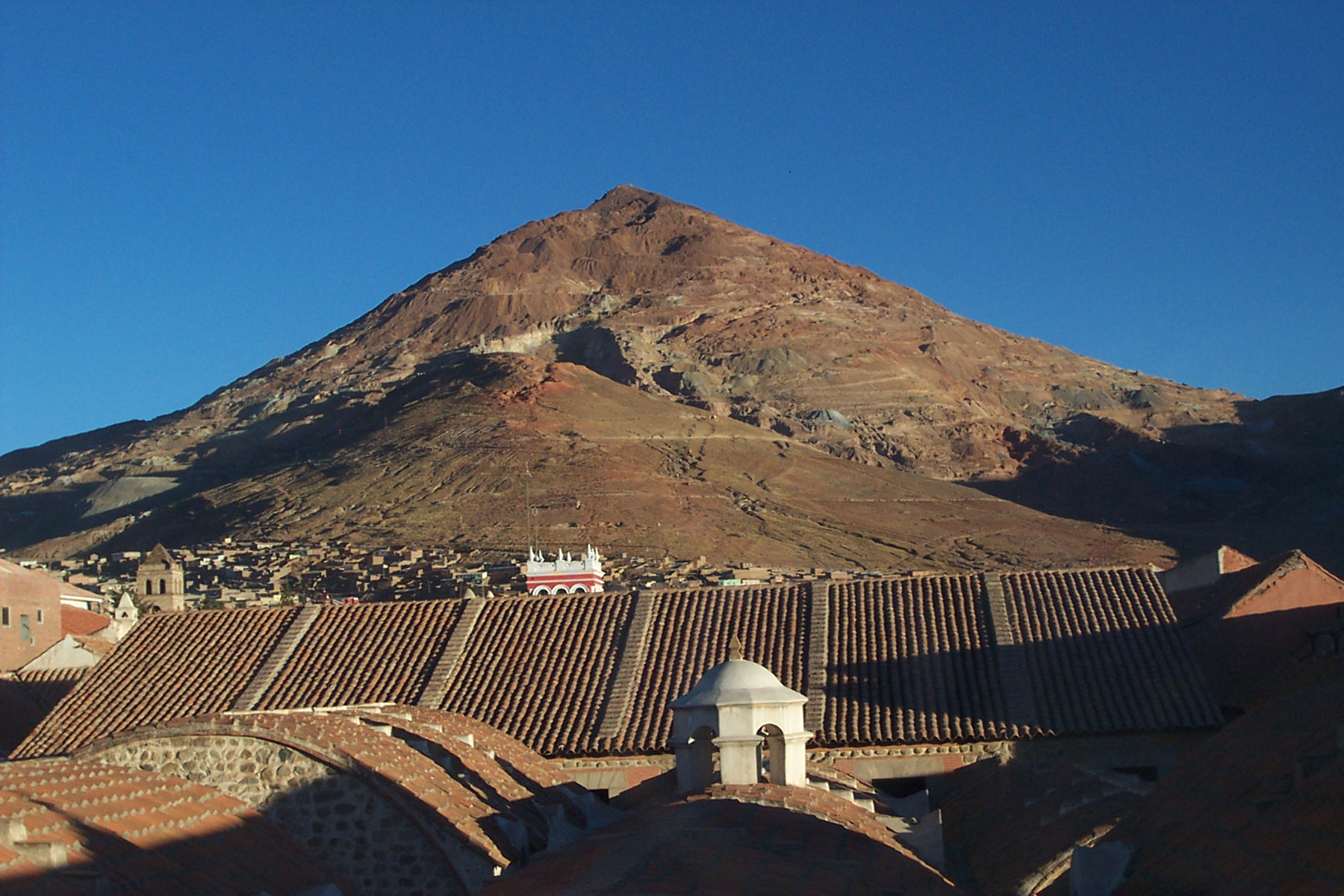
Miniera di argento in Bolivia
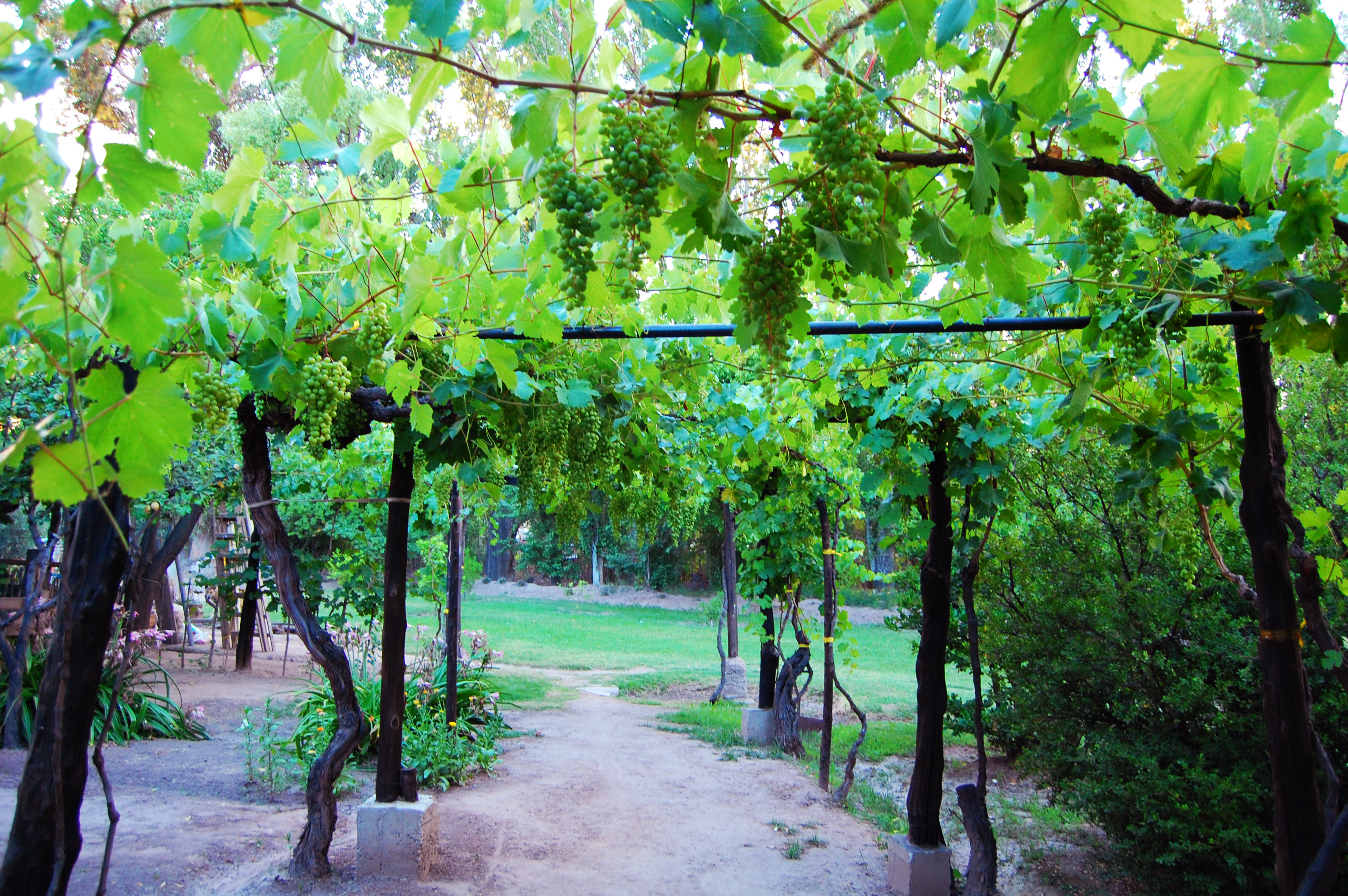
Piantagione di uva in Argentina. L'Argentina e il Cile sono tra i dieci maggiori produttori di uva e vino al mondo e il Brasile tra i venti maggiori.
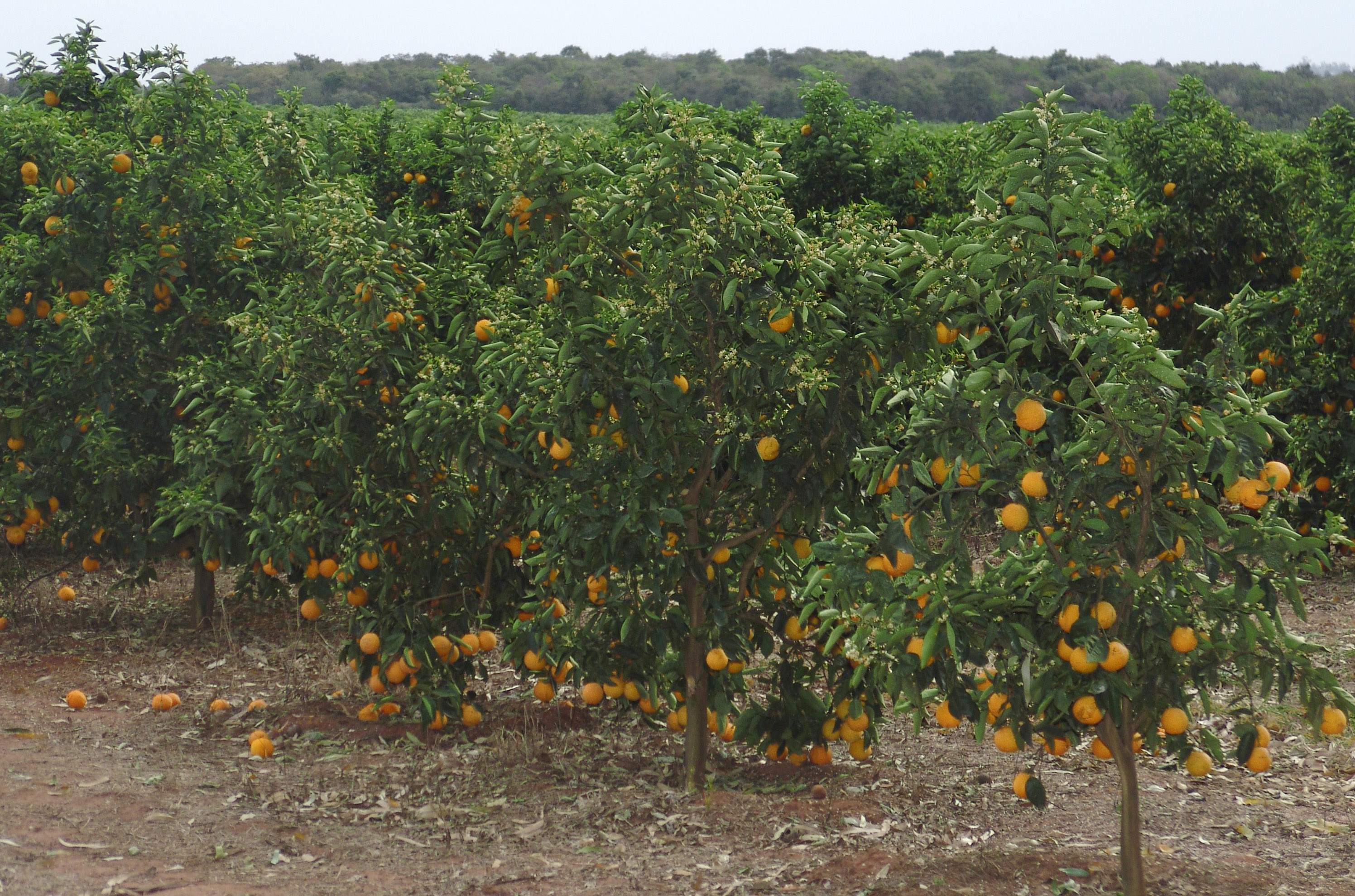
Arance a San Paolo. Nel 2018 il Brasile è stato il più grande produttore mondiale, con 17 milioni di tonnellate. L'America Latina produce il 30% delle arance del mondo.
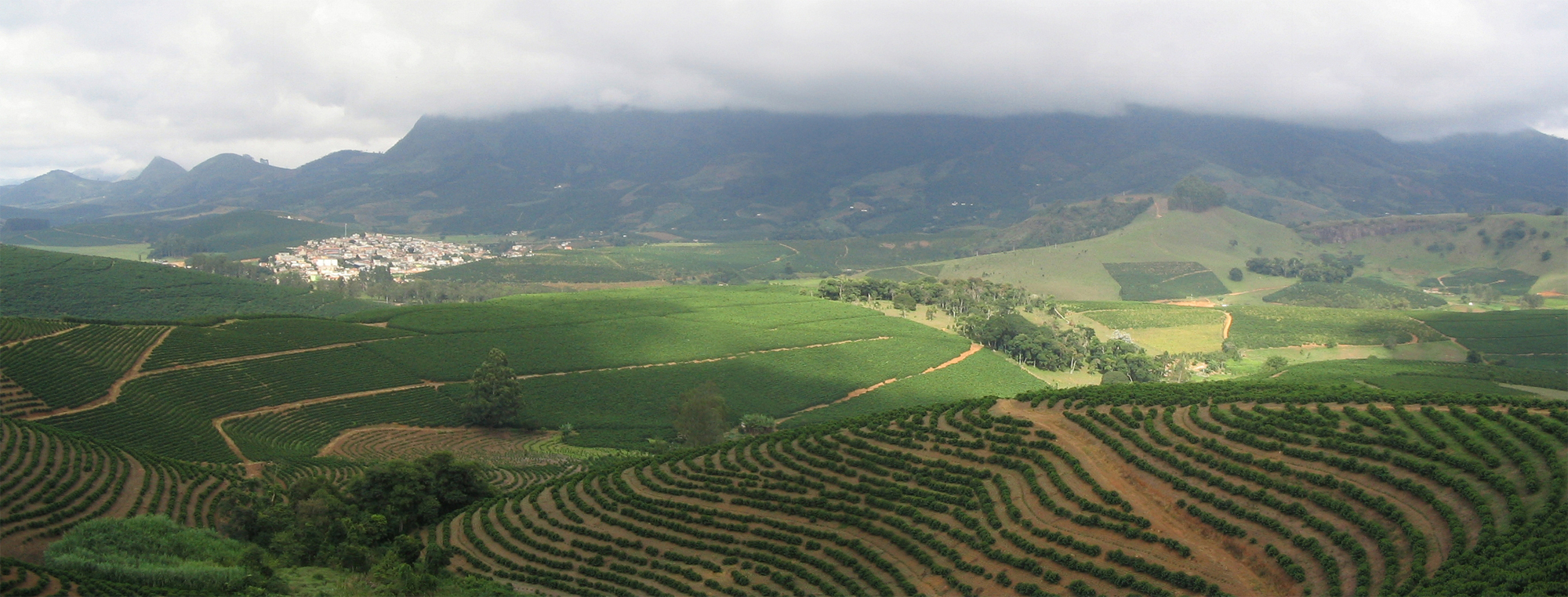
Caffè a Minas Gerais. Nel 2018 il Brasile è stato il più grande produttore mondiale, con 3,5 milioni di tonnellate. L'America Latina produce metà del caffè mondiale.
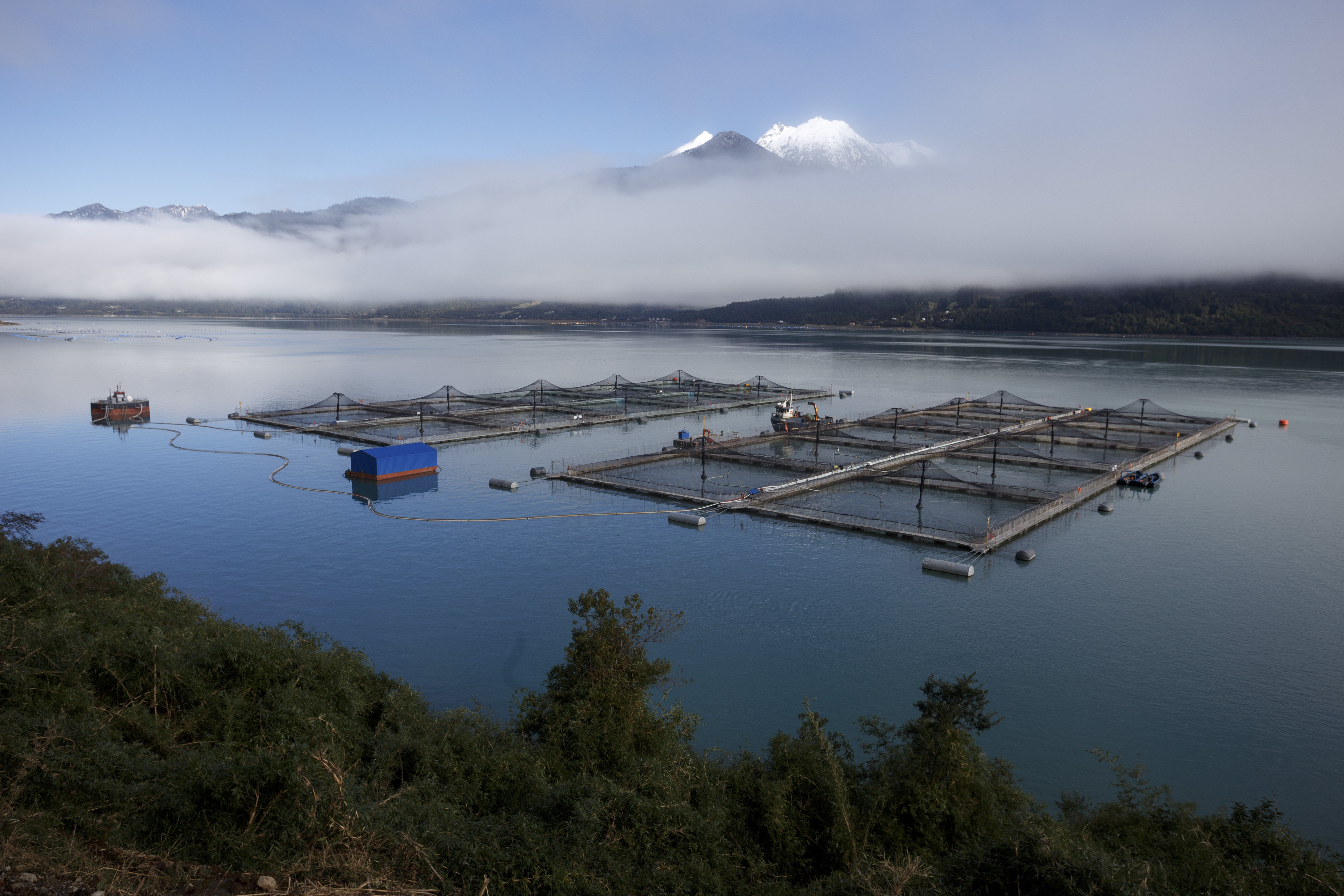
Allevamento di salmone in Cile. Un terzo di tutto il salmone venduto nel mondo proviene dal Paese.
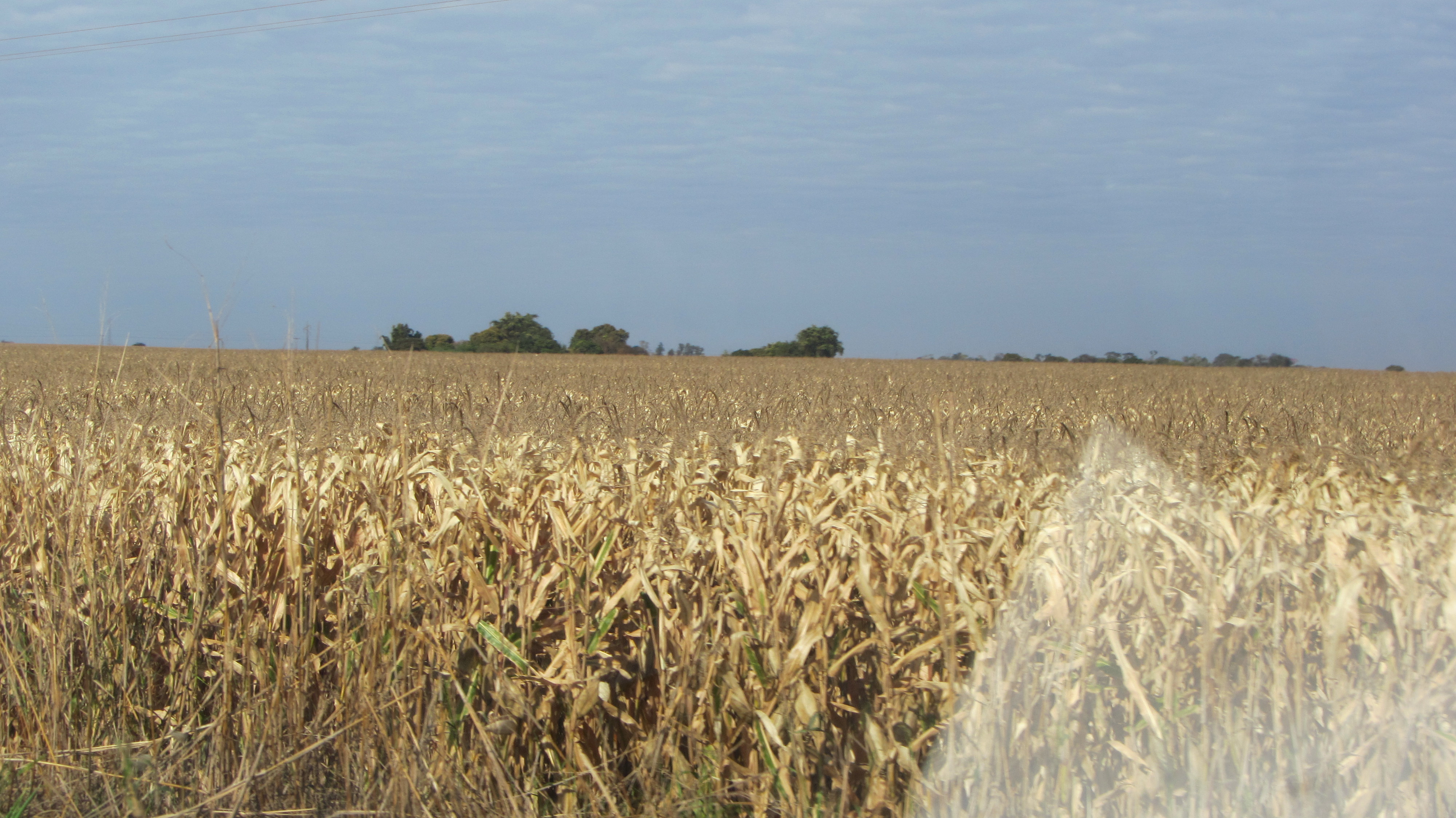
Mais in Dourados. Brasile, Argentina e Messico sono tra i dieci maggiori produttori mondiali.
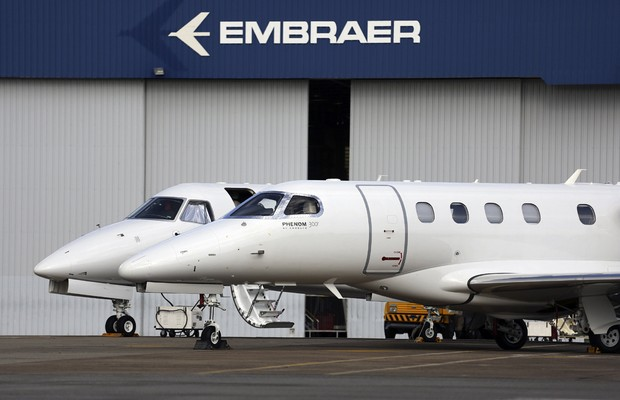
Embraer, società industriale di produzione aeronautica brasiliana.
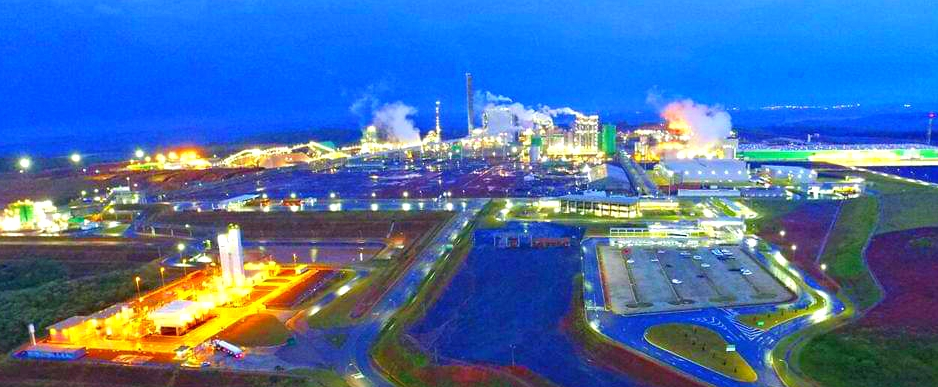
Complesso industriale di Klabin, in Ortigueira. Il Brasile è il secondo produttore di cellulosa e l'ottavo produttore di carta al mondo
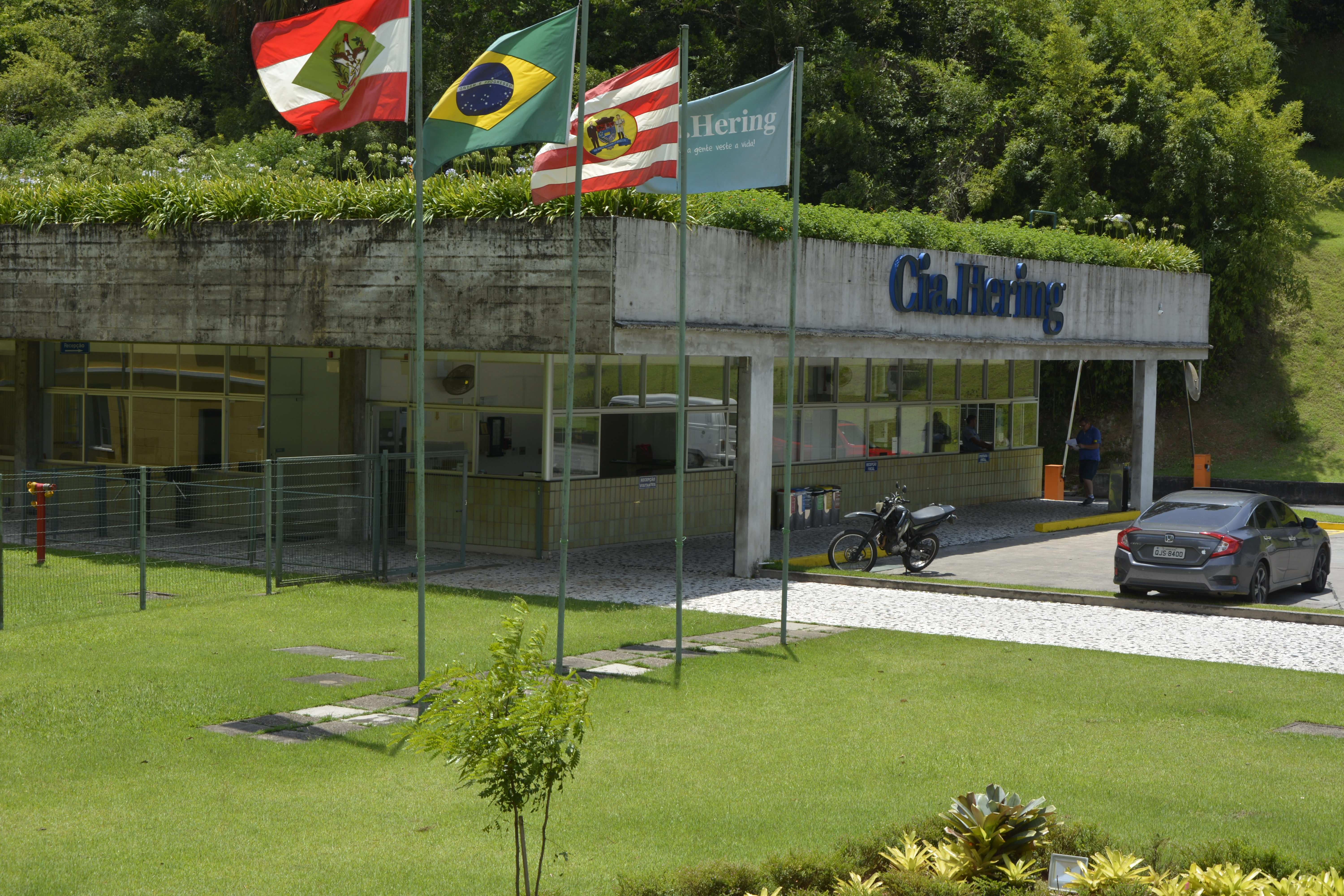
Hering, a Santa Catarina, Brasile. Il Paese ha una delle cinque più grandi industrie tessili del mondo
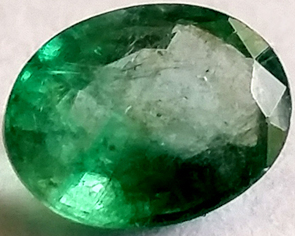
Smeraldo colombiano. Il Paese è il più grande produttore di smeraldi al mondo e il Brasile è uno dei maggiori produttori
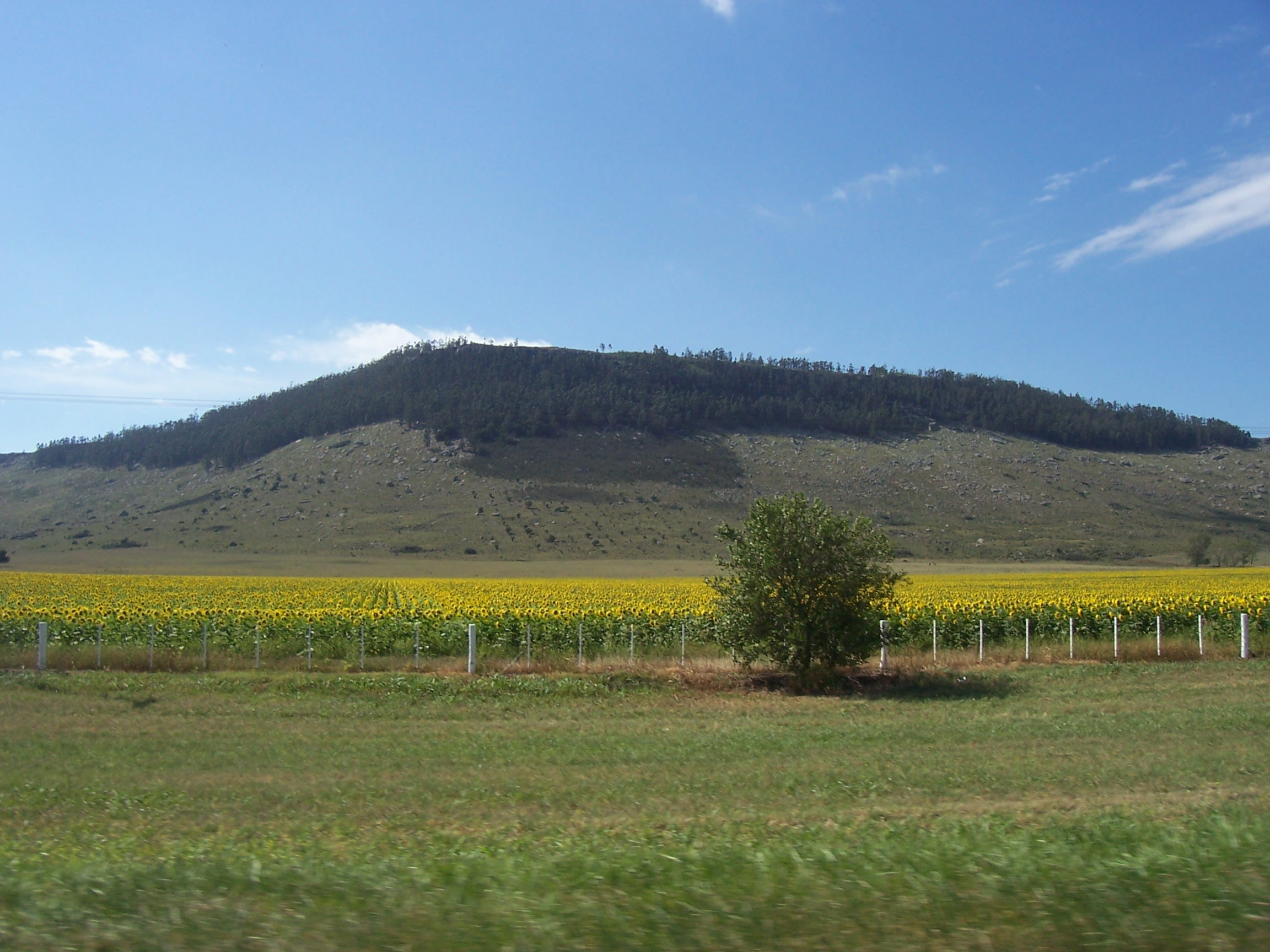
Piantagione di girasole in Argentina. Il Paese è il terzo produttore mondiale di semi di girasole.
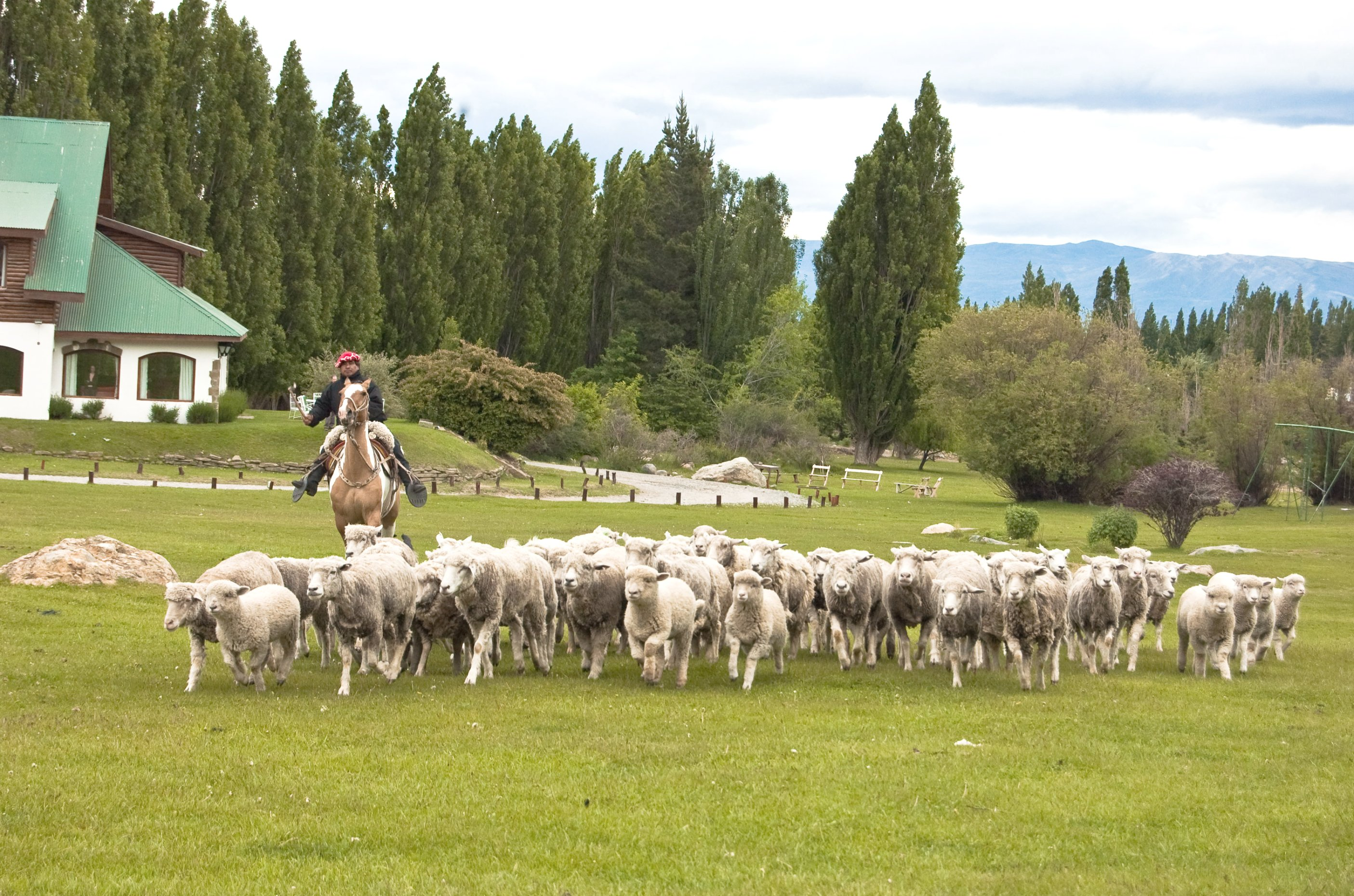
Pecore in Argentina. Il Paese è l'undicesimo produttore di lana al mondo.
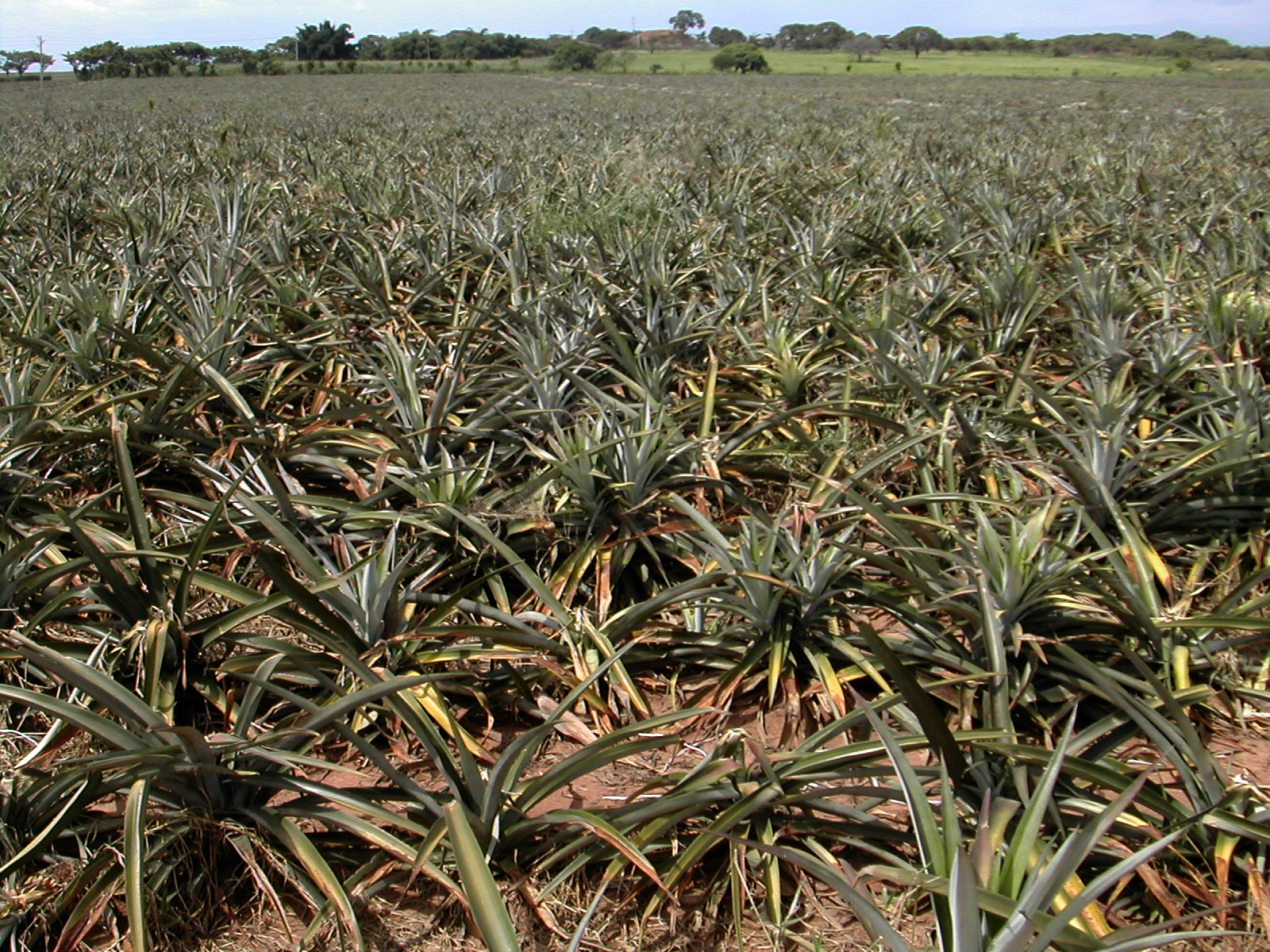
Ananas a Veracruz, Messico. L'America Latina produce il 35% dell'ananas del mondo.
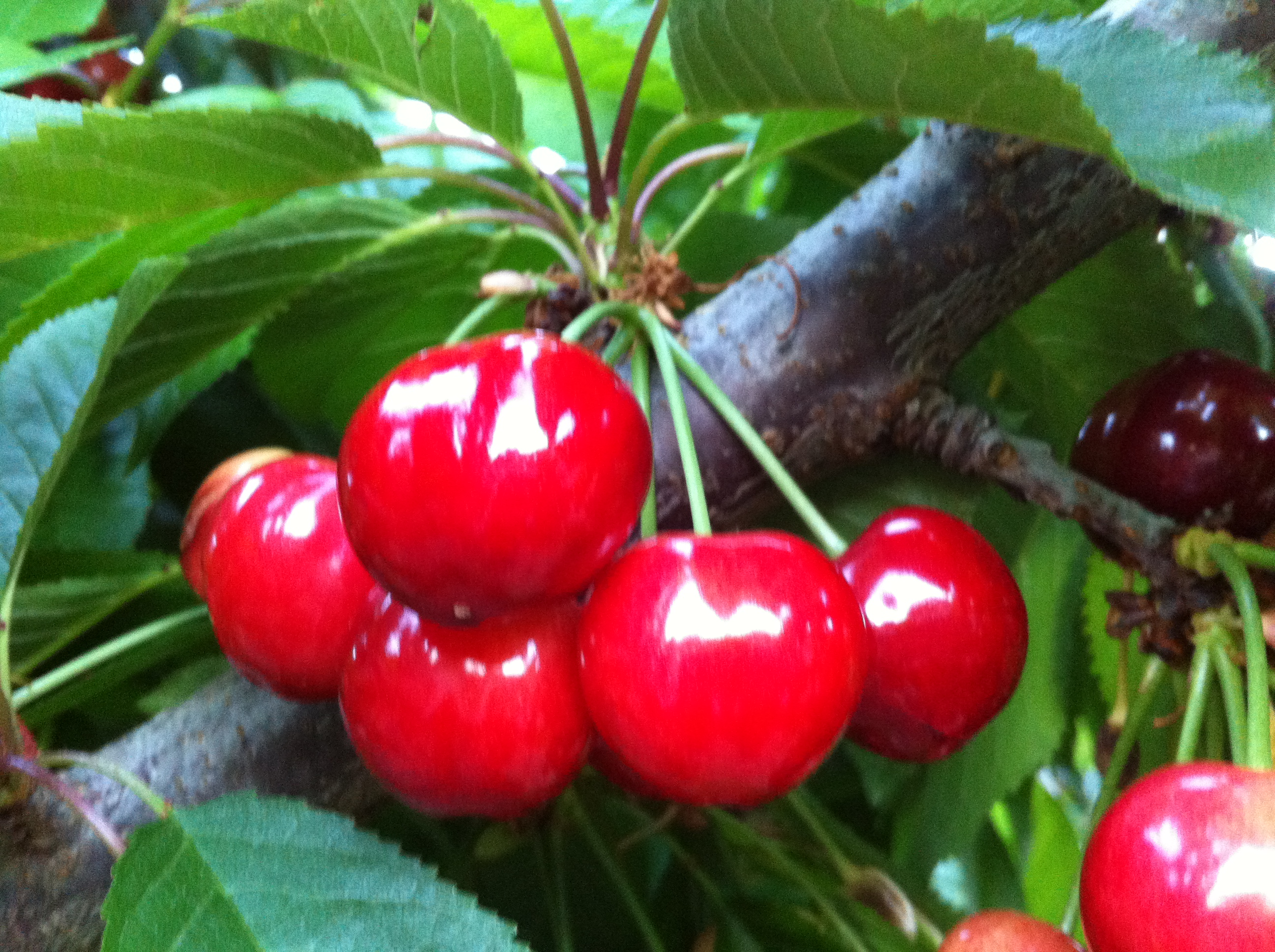
Ciliegie cilene. Il Cile è uno dei cinque maggiori produttori di amarene al mondo.
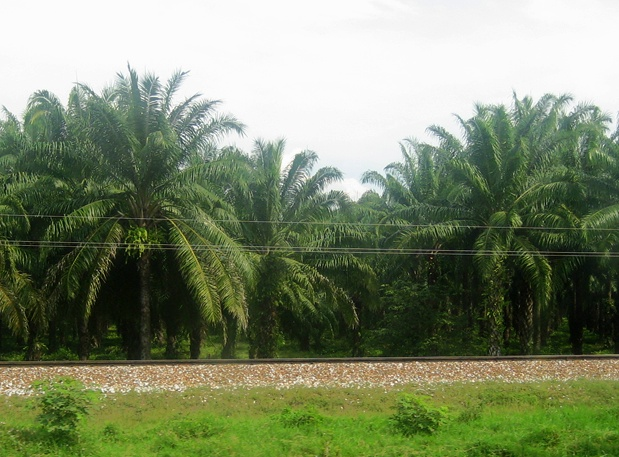
Piantagione di palma da olio a Magdalena, Colombia. Il Paese è uno dei primi cinque produttori mondiali di olio di palma.
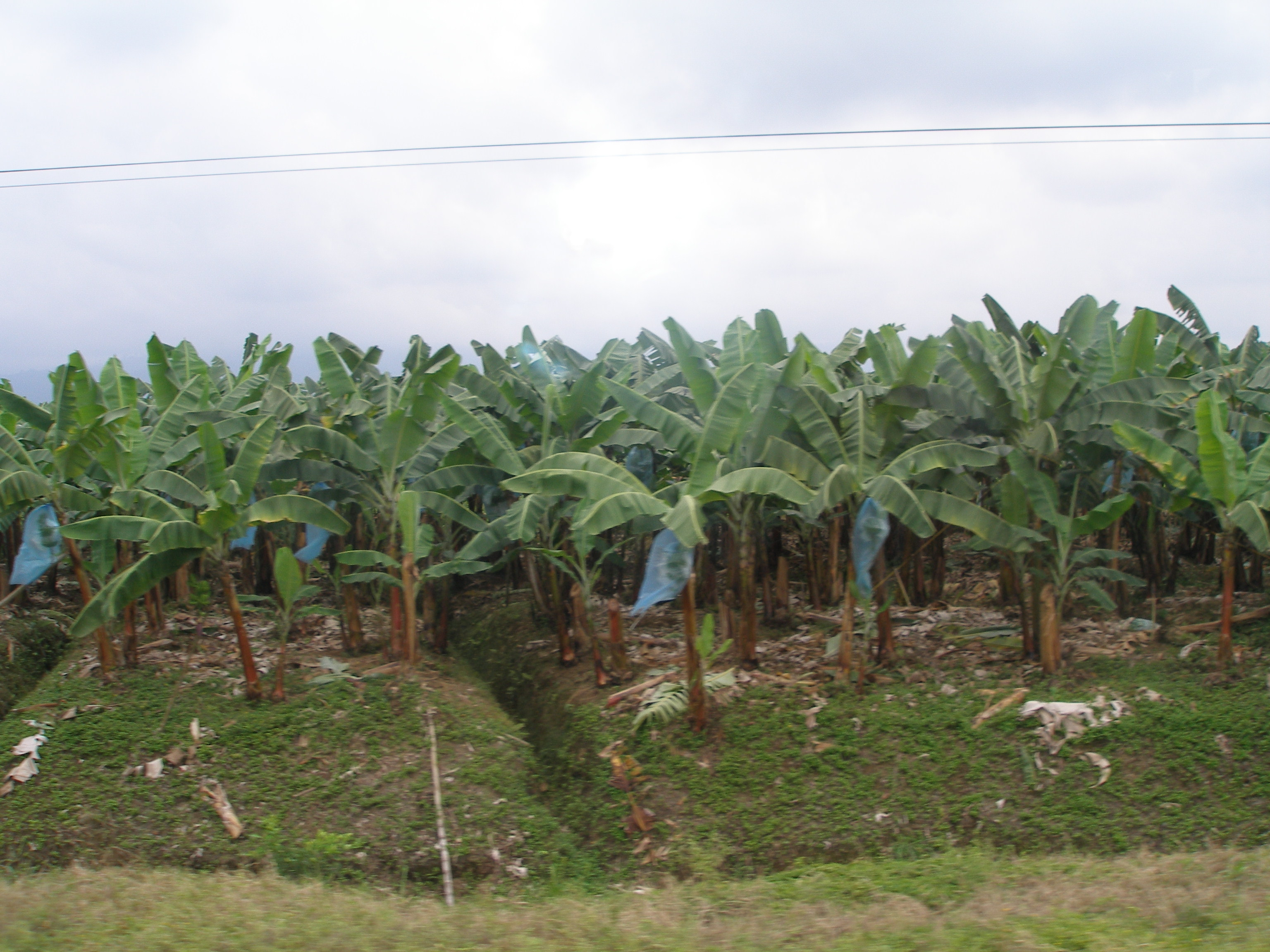
Banana in Ecuador. Il Paese è il più grande esportatore di banane al mondo. L'America Latina produce circa il 30% della banana mondiale
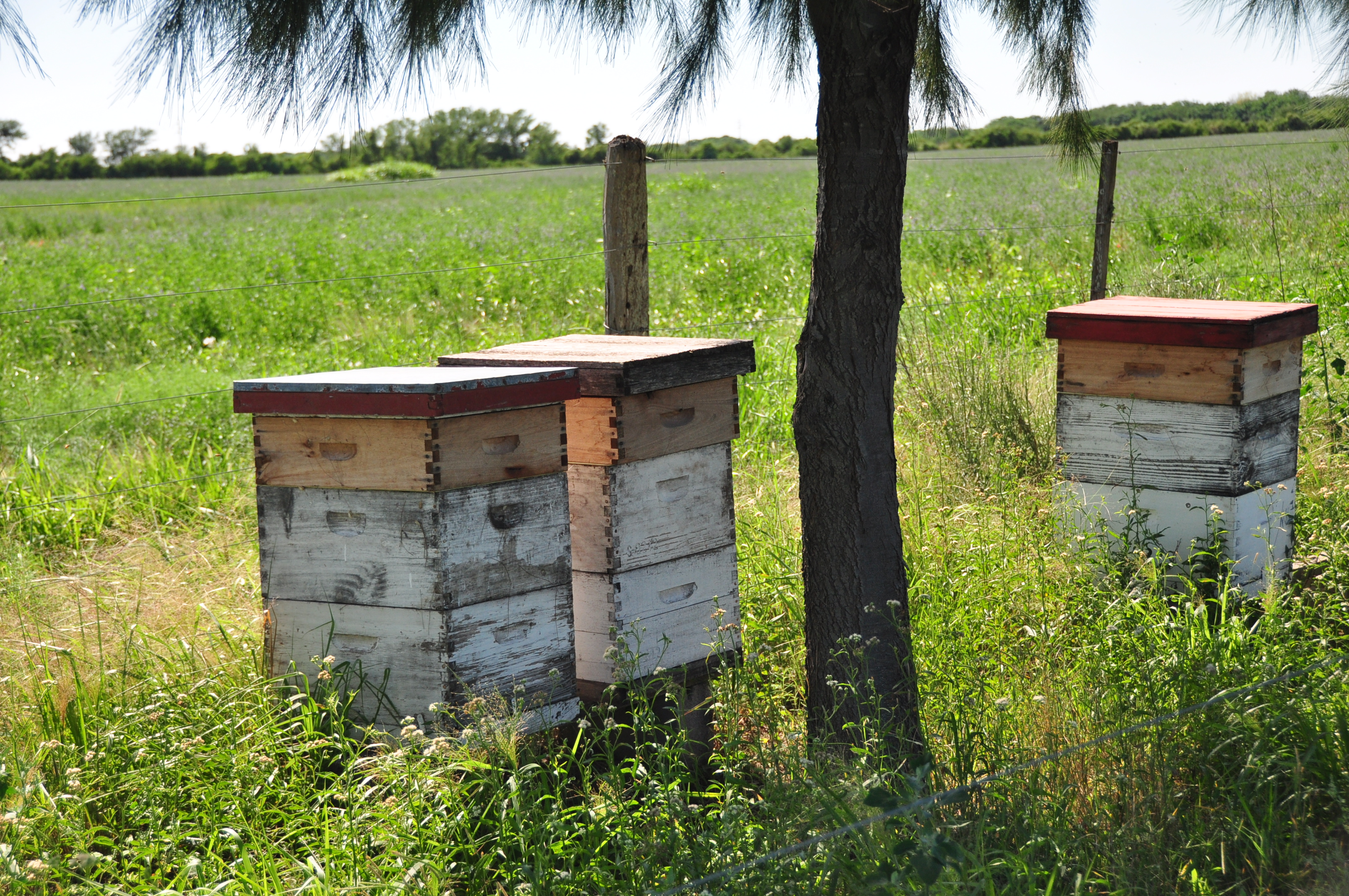
Produzione di miele in Argentina. Il Paese è il terzo produttore di miele al mondo.
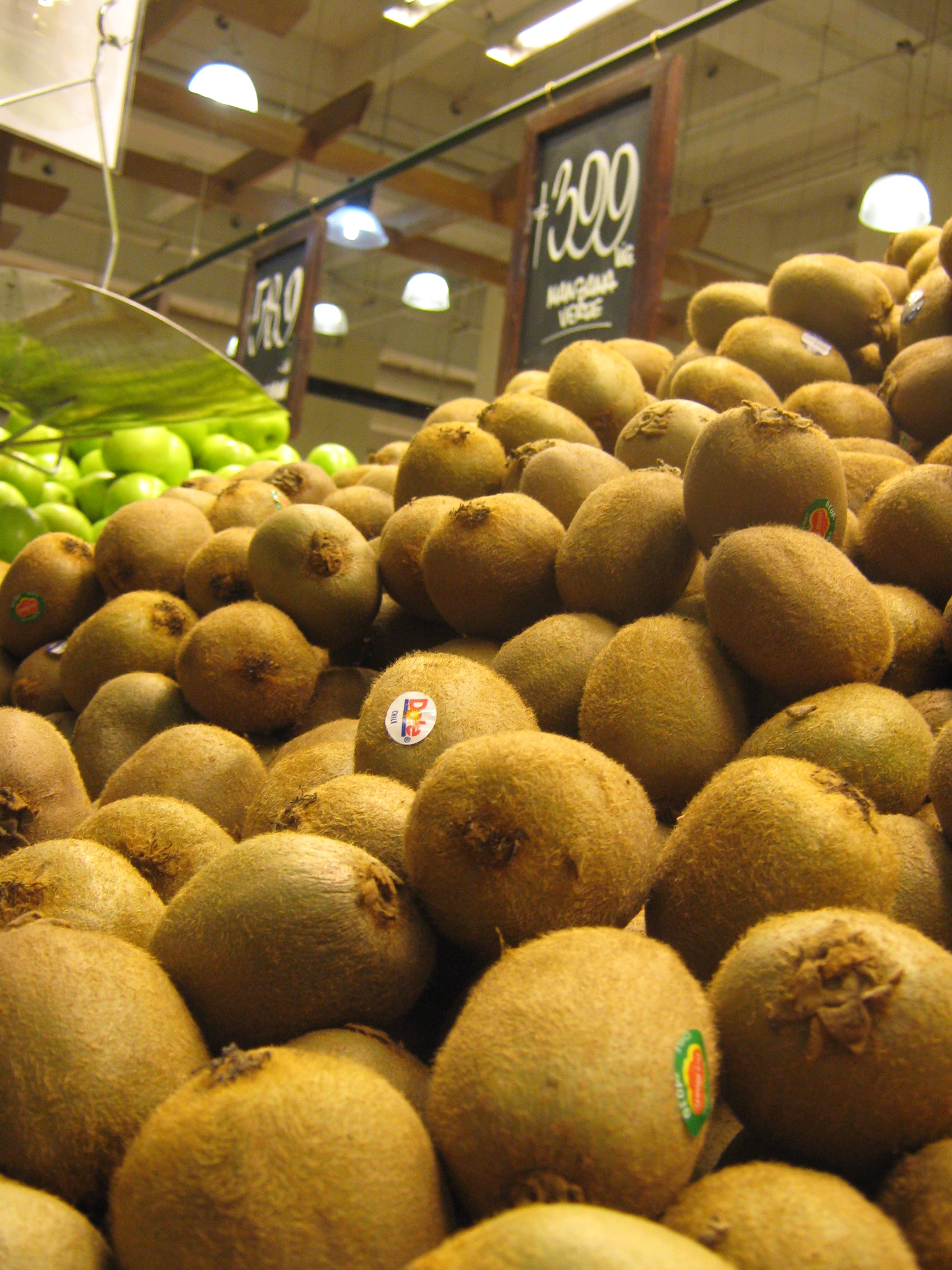
Kiwi cileno. Il Paese è uno dei dieci maggiori produttori di kiwi al mondo.

## Trasporti

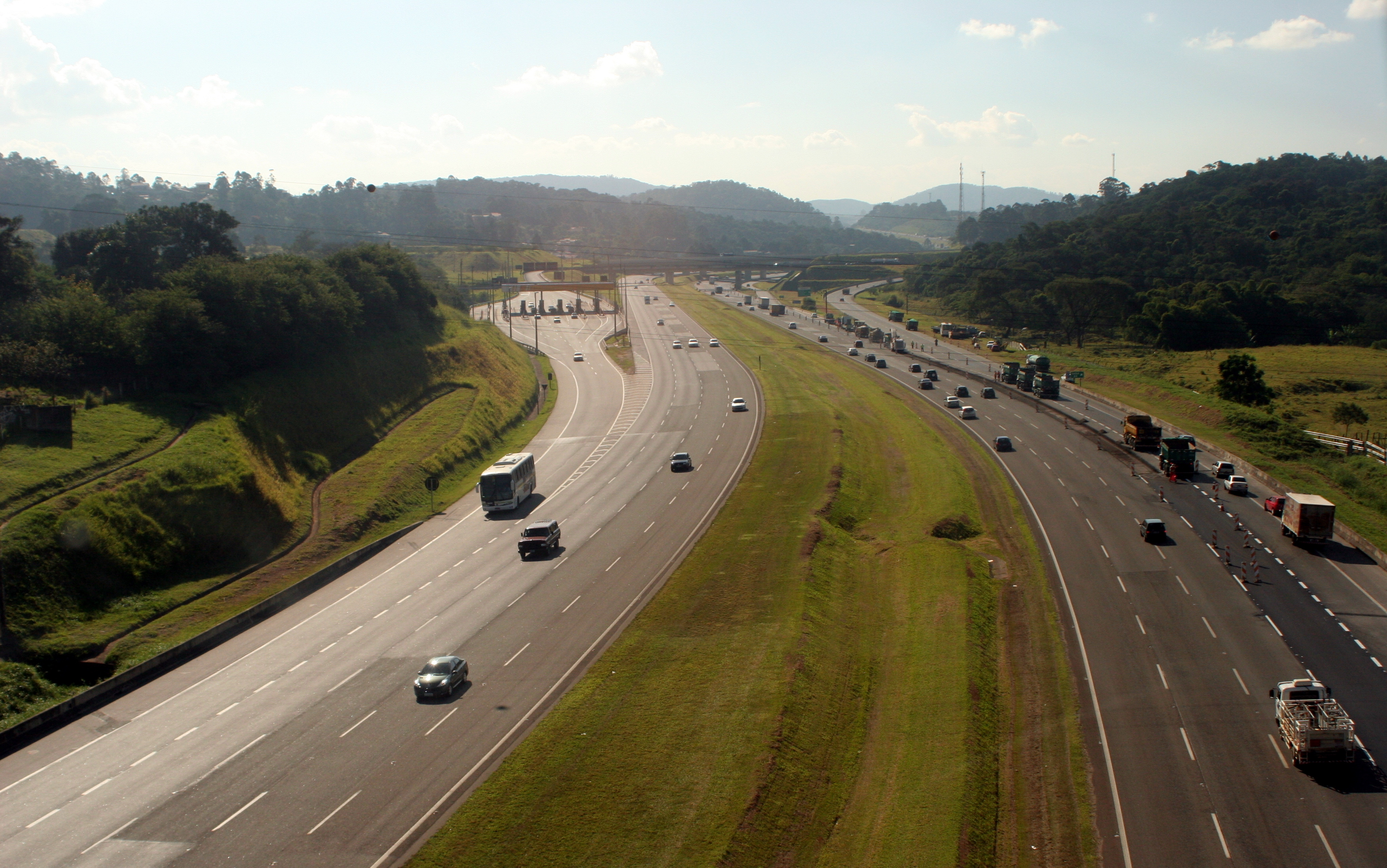
Rodovia dos Bandeirantes, Brasile

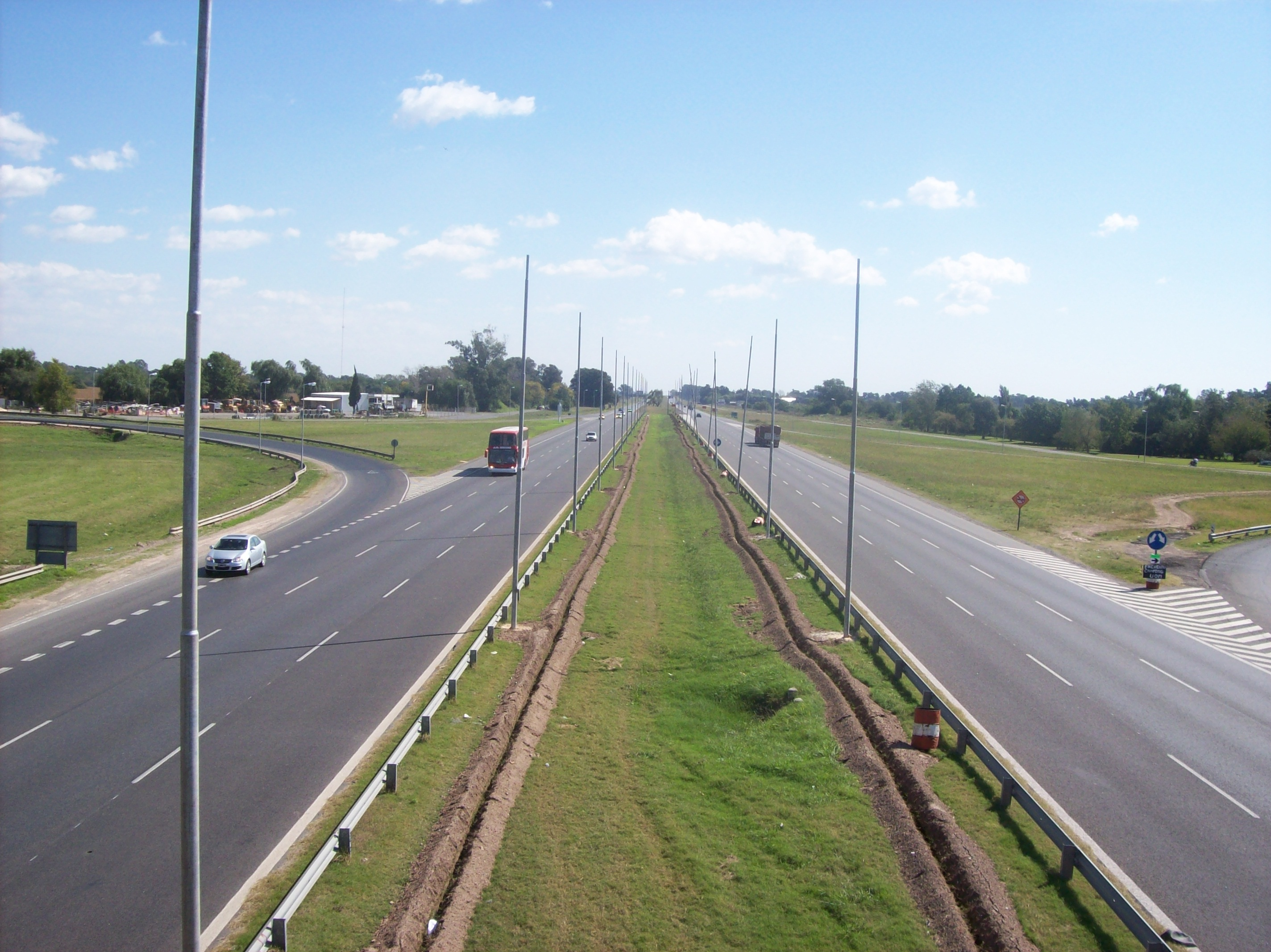
Ruta 9 / 14 a Zarate, Argentina

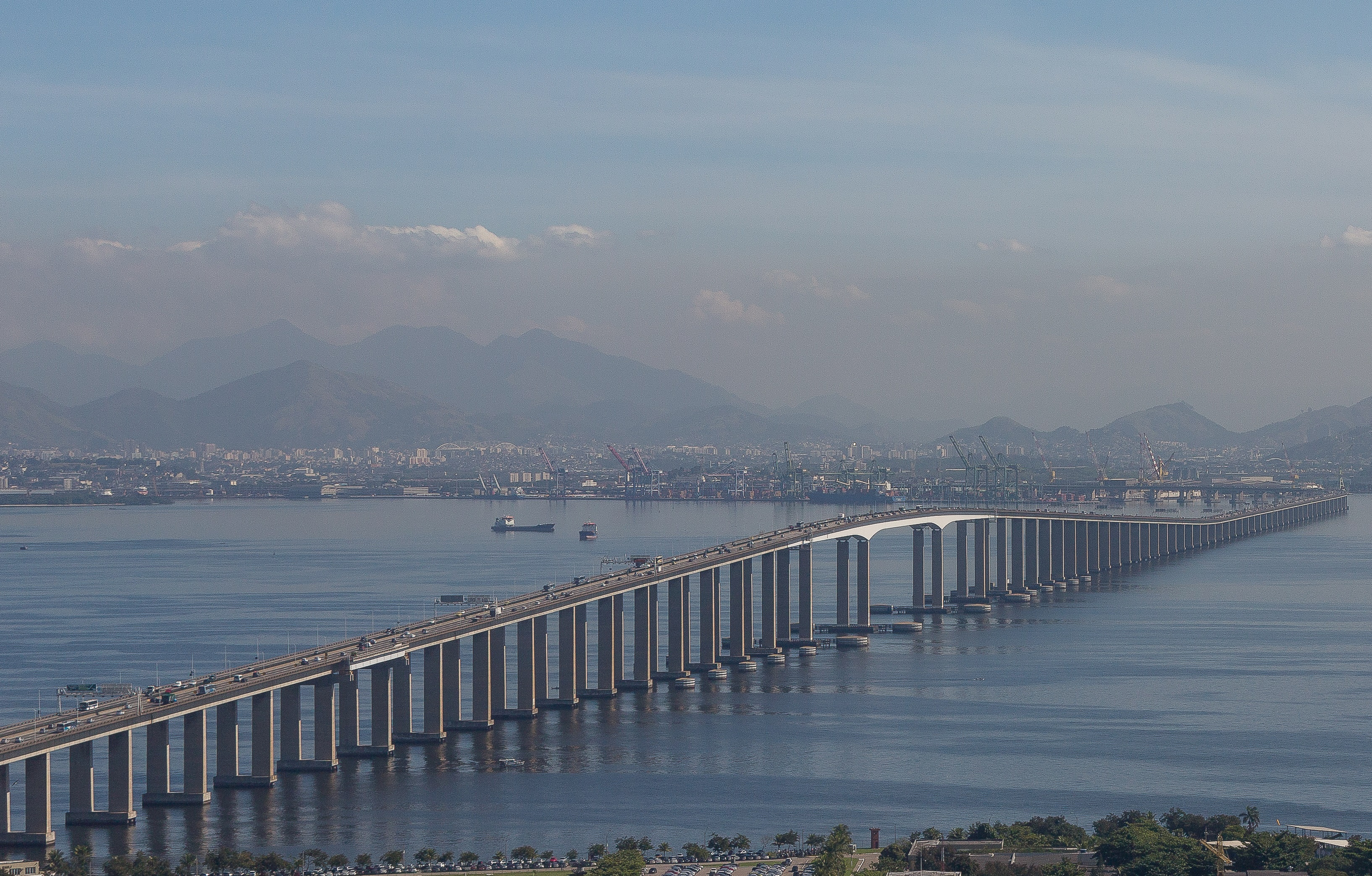
Ponte Rio-Niterói

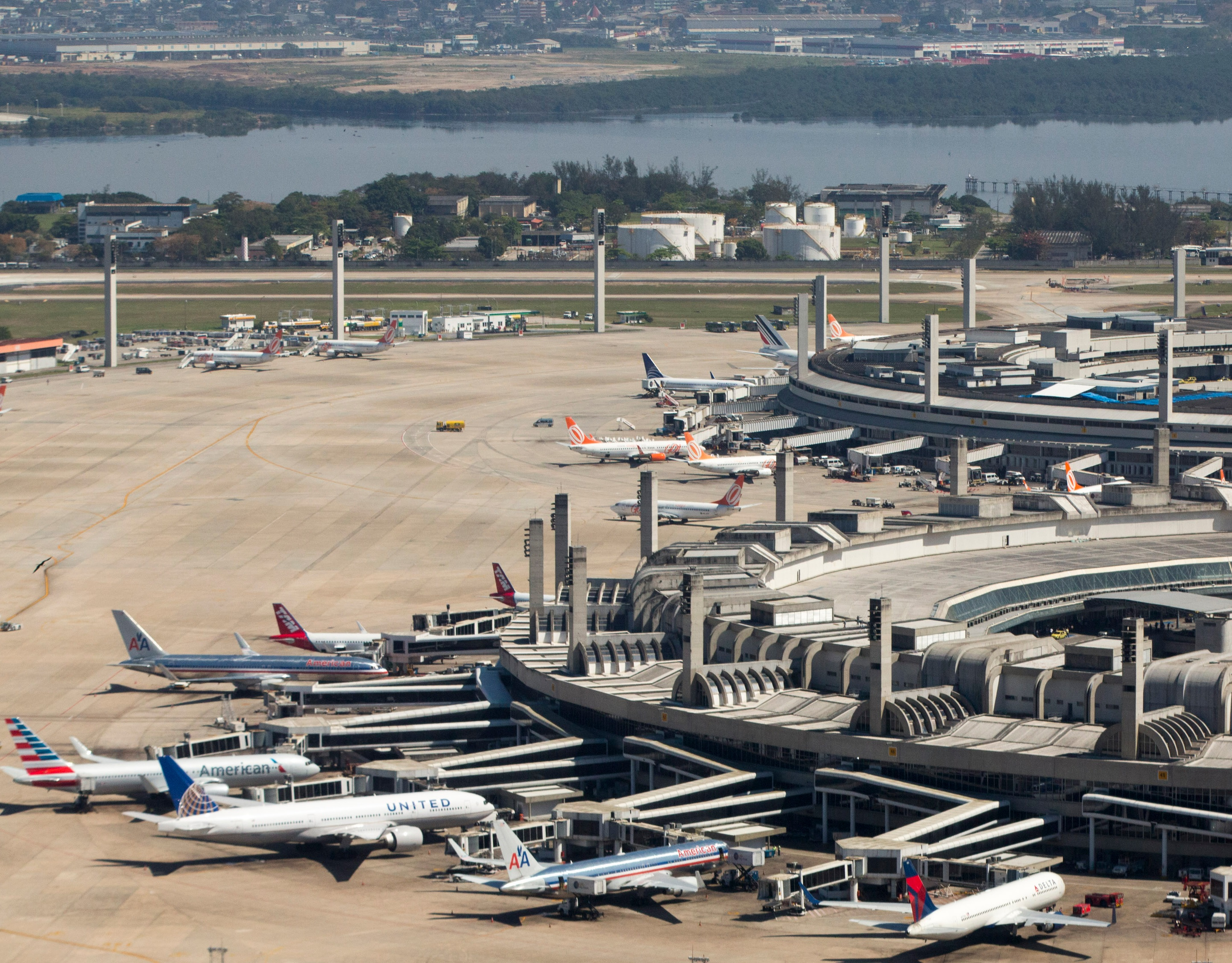
Aeroporto internazionale di Rio de Janeiro

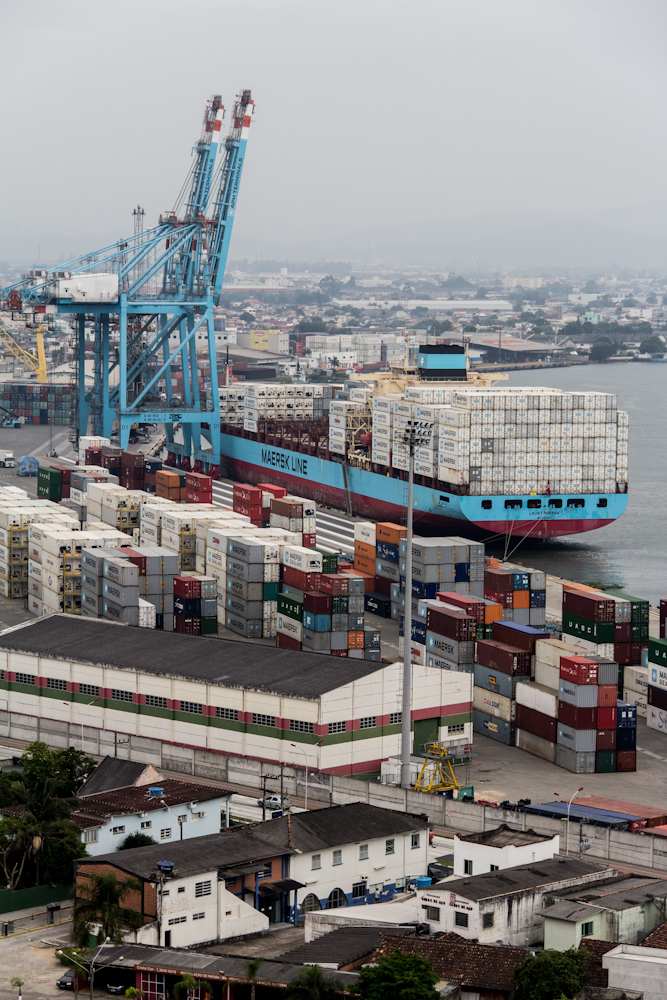
Porto di Itajaí, Santa Catarina, Brasile

Il trasporto in America Latina è sostanzialmente effettuato in modalità autostrada, la più sviluppata della regione. Esiste anche una notevole infrastruttura di porti e aeroporti. Il settore ferroviario e fiume, sebbene abbia un potenziale, viene solitamente trattato in modo secondario.
Il Brasile ha più di 1,7 milioni di chilometri di strade, di cui 215000 km asfaltati e circa 14000 km strade divise. Le due autostrade più importanti del Paese sono BR-101 e BR-116. L'Argentina ha più di 600000 km di strade, di cui circa 70000 km sono asfaltate e circa 25000 km sono autostrade divise. Le tre autostrade più importanti del Paese sono Ruta 9, Ruta 7 e Ruta 14. La Colombia ha circa 210000 km di strade e circa 23000 km sono divisi in autostrade. Il Cile ha circa 82000 km di strade, 20 000 delle quali sono asfaltate e circa 2000 km sono strade divise. L'autostrada più importante del Paese è Ruta 5 (Panamericana) In Sud America questi quattro Paesi hanno la migliore infrastruttura stradale e il maggior numero di autostrade a doppia corsia.
La rete stradale messicana ha un'estensione di 366095 km, di cui 116802 km asfaltati. Di essi 10474 km sono autostrade a più corsie: 9544 km sono autostrade a quattro corsie e il resto ha sei o più corsie.
A causa delle Cordigliera delle Ande, Rio delle Amazzoni e Foresta Amazzonica ci sono sempre state difficoltà nell'attuare strade transcontinentali o bi-oceaniche. Praticamente l'unica rotta che esisteva era quella che collegava il Brasile con Buenos Aires, in Argentina e poi con Santiago, in Cile. Tuttavia, negli ultimi anni, con gli sforzi congiunti dei Paesi, hanno iniziato a emergere nuove rotte, come Brasile-Perù (Carretera Interoceánica), e una nuova autostrada tra Brasile, Paraguay, Argentina settentrionale e Cile settentrionale (Corridoio Bioceanico).
Ci sono più di 2 000 aeroporti in Brasile. Il Paese ha il secondo più grande numero di aeroporti al mondo, dietro solo agli Stati Uniti. L'Aeroporto di San Paolo-Guarulhos, situato nella regione metropolitana di San Paolo, è il più grande e il più trafficato del Paese: l'aeroporto collega San Paolo con praticamente tutte le principali città del mondo. Il Brasile ha 44 aeroporti internazionali, come Rio de Janeiro, Brasilia, Belo Horizonte, Porto Alegre, Florianópolis, Cuiabá, Salvador, Recife, Fortaleza, Belém e Manaus, tra gli altri. L'Argentina ha importanti aeroporti internazionali come Buenos Aires, Córdoba, Bariloche, Mendoza, Salta, Puerto Iguazú, Neuquén e Usuhaia, tra gli altri. Il Cile ha importanti aeroporti internazionali come Santiago, Antofagasta, Puerto Montt, Punta Arenas e Iquique, tra gli altri. La Colombia ha importanti aeroporti internazionali come Bogotà, Medellín, Cartagena, Cali e Barranquilla, tra gli altri. Il Perù ha importanti aeroporti internazionali come Lima, Cuzco e Arequipa. Altri aeroporti importanti sono quelli nelle capitali dell'Uruguay (Montevideo), Paraguay (Asunción), Bolivia (La Paz) e Ecuador (Quito). I dieci aeroporti più trafficati del Sud America nel 2017 sono stati São Paulo-Guarulhos (Brasile), Bogotà (Colombia), São Paulo-Congonhas (Brasile), Santiago (Cile), Lima (Perù), Brasilia (Brasile), Rio di Janeiro. (Brasile), Buenos Aires-Aeroparque (Argentina), Buenos Aires-Ezeiza (Argentina) e Minas Gerais (Brasile).
Ci sono 1 834 aeroporti in Messico, il terzo più grande numero di aeroporti per Paese nel mondo. I sette maggiori aeroporti, che assorbono il 90% dei viaggi aerei, sono (in ordine di traffico aereo): Città del Messico, Cancún, Guadalajara, Monterrey, Tijuana, Acapulco e Puerto Vallarta. Considerando tutta l'America Latina, i dieci aeroporti più trafficati nel 2017 sono stati Città del Messico (Messico), San Paolo-Guarulhos (Brasile), Bogotà (Colombia), Cancun (Messico), San Paolo-Congonhas (Brasile), Santiago (Cile), Lima (Perù), Brasilia (Brasile), Rio de Janeiro (Brasile) e Tocumen (Panama).
In relazione ai porti, il Brasile ha alcuni dei porti più trafficati del Sud America, come Porto di Santos, Porto di Rio de Janeiro, Porto di Paranaguá, Porto di Itajaí, Porto di Rio Grande e Porto di Suape. L'Argentina ha porti come Porto di Buenos Aires e Porto di Rosario. Il Cile ha importanti porti in Valparaíso, Caldera, Mejillones, Antofagasta, Iquique, Arica e Puerto Montt. La Colombia ha porti importanti come Buenaventura e Baia di Cartagena. Il Perù ha importanti porti in Callao, Ilo e Matarani. I quindici porti più attivi del Sud America sono Porto di Santos (Brasile), Porto di Bahía de Cartagena (Colombia), Callao (Perù), Guayaquil (Ecuador), Buenos Aires (Argentina), San Antonio (Cile), Buenaventura (Colombia), Itajaí (Brasile), Valparaíso (Cile), Montevideo (Uruguay), Paranaguá (Brasile), Rio Grande (Brasile), São Francisco do Sul (Brasile), Manaus (Brasile) e Coronel (Cile).
I quattro principali porti marittimi che concentrano circa il 60% del traffico merci in Messico sono Altamira e Veracruz nel Golfo del Messico e Manzanillo e Lázaro Cárdenas nell'Oceano Pacifico. Considerando tutta l'America Latina, i dieci porti più grandi in termini di movimento sono: Colón (Panama), Santos (Brasile), Manzanillo (Messico), Bahía de Cartagena (Colombia), Pacífico (Panama), Callao (Perù), Guayaquil (Ecuador), Buenos Aires (Argentina), San Antonio (Cile) e Buenaventura (Colombia).
La rete ferroviaria brasiliana ha un'estensione di circa 30 000 chilometri. Fondamentalmente è utilizzato per il trasporto di minerali. La ferrovia argentina La rete, con 47000 km di strade, era una delle più grandi al mondo e continua ad essere la più lunga dell'America Latina. Aveva circa 100000 km di rotaie, ma il sollevamento dei binari e l'enfasi posta sul trasporto motorizzato lo ridussero gradualmente. Ha quattro diversi percorsi e collegamenti internazionali con Paraguay, Bolivia, Cile, Brasile e Uruguay. Il Cile ha quasi 7000 km di ferrovie, con collegamenti con Argentina, Bolivia e Perù. La Colombia ha solo circa 35000 km di ferrovie.
Tra i principali rotte navigabili brasiliani, due spiccano: Corso d'acqua Paraná-Tieté (che ha una lunghezza di 2400 km, 1 600 nel fiume Paraná e 800 km nel fiume Tietê, prosciugando la produzione agricola dagli stati di Mato Grosso, Mato Grosso do Sul, Goiás e parte di Rondônia, Tocantins e Minas Gerais) e Corso d'acqua Solimões-Amazonas (ha due sezioni: Solimões, che va da Tabatinga a Manaus, con circa 1600 km, e Amazonas, che si estende da Manaus a Belém, con 1650 km. Quasi tutto il trasporto di passeggeri dalla pianura amazzonica viene effettuato da questa via d'acqua, oltre a praticamente tutto il trasporto di merci che va al principali centri regionali di Belém e Manaus). In Brasile, questo trasporto è ancora sottoutilizzato: le sezioni più importanti delle vie navigabili interne, dal punto di vista economico, si trovano nel sud-est e nel sud del Paese. Il suo pieno utilizzo dipende ancora dalla costruzione di chiuse, grandi lavori di dragaggio e, principalmente, dai porti che consentono l'integrazione intermodale. In Argentina, la rete di vie navigabili è costituita dai fiumi La Plata, Paraná, Paraguay e Uruguay. I principali porti fluviali sono Zárate e Campana. Il porto di Buenos Aires è storicamente il primo per importanza individuale, ma l'area conosciuta come Up-River, che si estende per 67 km della porzione Santa Fé del fiume Paraná, riunisce 17 porti che concentrano il 50% del esportazioni totali del Paese.

## Energia
Tra i maggiori produttori mondiali di energia elettrica ci sono alcuni Paesi dell'America Latina: il Brasile è l'ottavo produttore, il Messico il tredicesimo e l'Argentina il trentesimo. I maggiori produttori a livello regionale sono riassunti nella tabella seguente.
|   | Paese     | Produzione di energia elettrica 2016 (milioni kWh) |
| - | --------- | -------------------------------------------------- |
| 1 | Brasile   | 568 000                                            |
| 2 | Messico   | 303 000                                            |
| 3 | Argentina | 132 000                                            |
| 4 | Venezuela | 109 000                                            |
| 5 | Cile      | 76 000                                             |

### Brasile

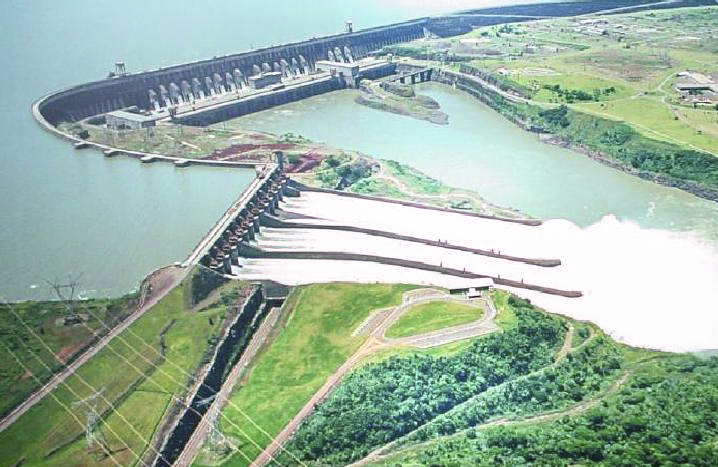
Diga di Itaipú a Paraná.

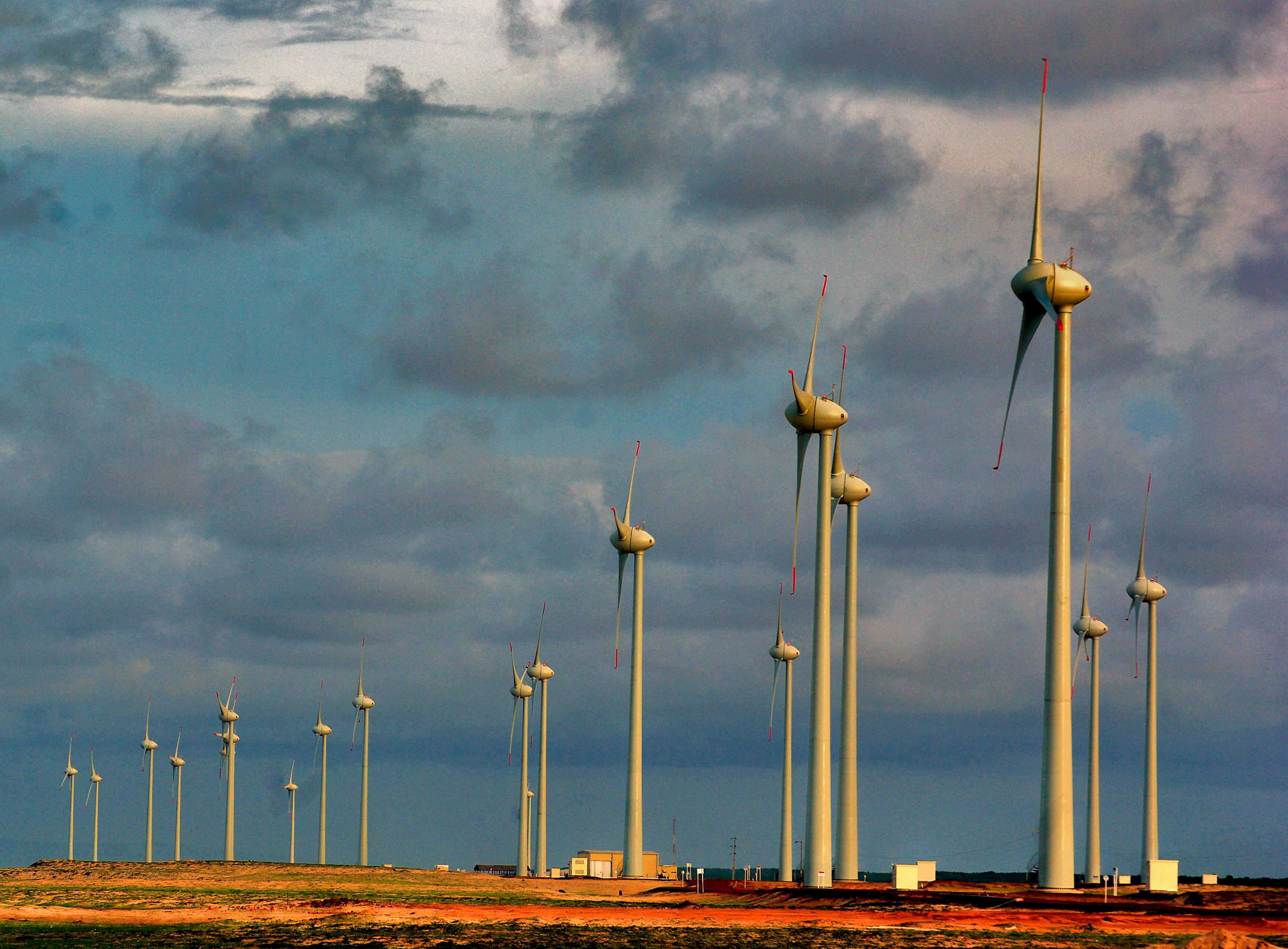
Energia eolica a Parnaíba.

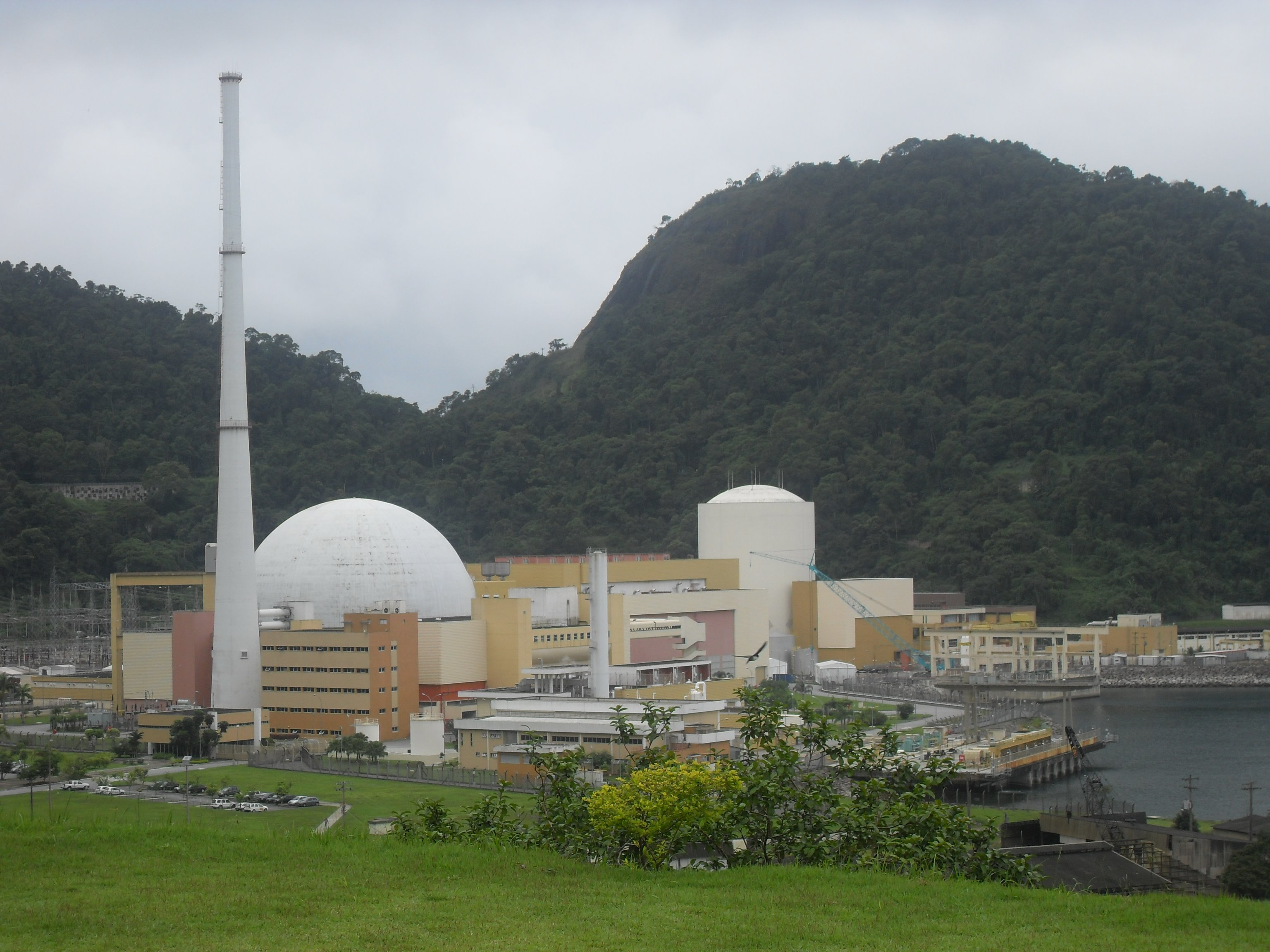
Centrale nucleare di Angra a Angra dos Reis, Rio de Janeiro

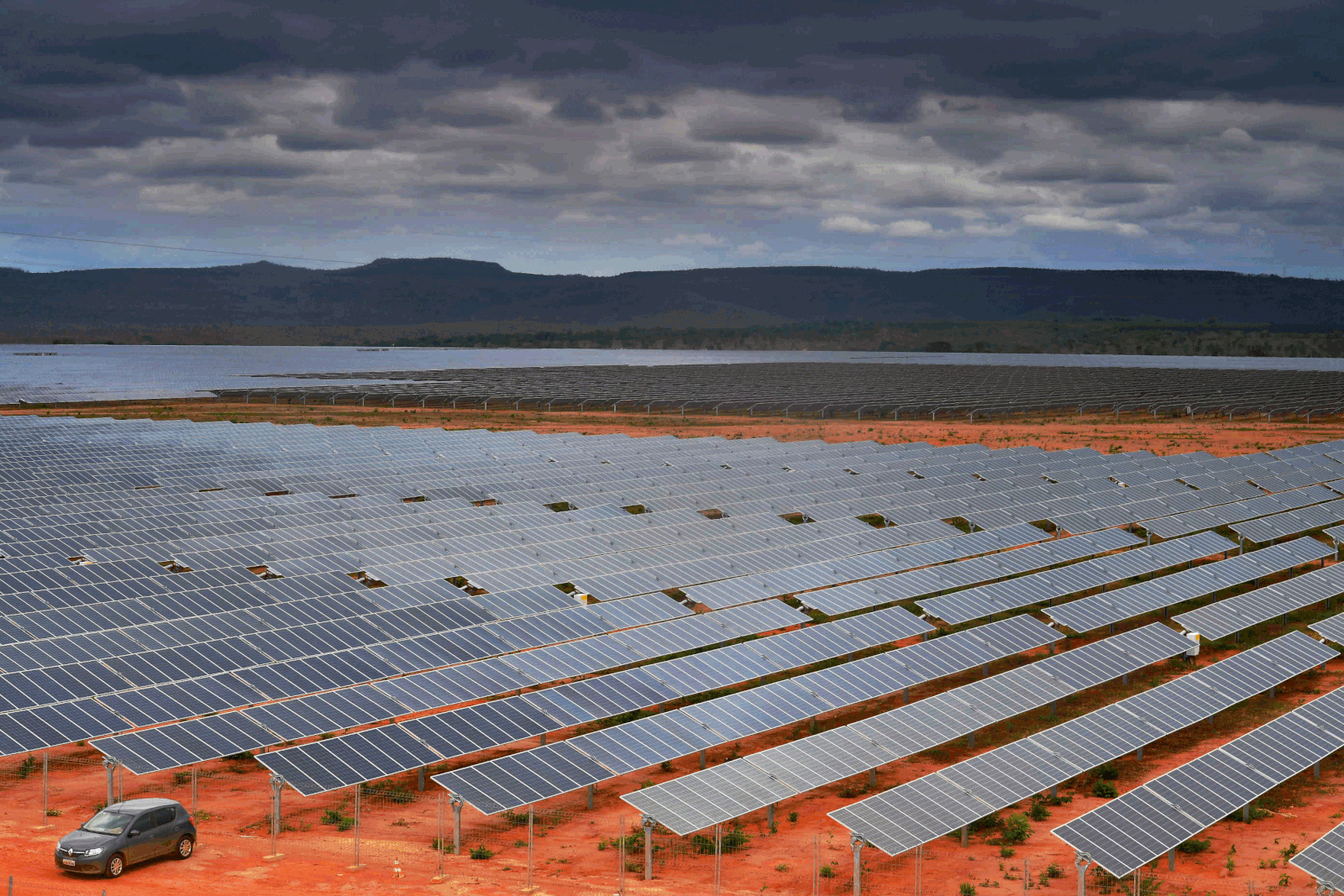
Complesso solare Pirapora, il più grande del Brasile e dell'America Latina con 321 MW.

Il governo brasiliano ha intrapreso un ambizioso programma per ridurre la dipendenza dal petrolio importato. Le importazioni in precedenza rappresentavano oltre il 70% del fabbisogno di petrolio del Paese, ma il Brasile è diventato autosufficiente in termini di petrolio nel 2006-2007. Il Brasile è stato il decimo produttore di petrolio al mondo nel 2019, con 2,8 milioni di barili / giorno. La produzione riesce a soddisfare la domanda del Paese. all'inizio del 2020, nella produzione di petrolio e gas naturale, il Paese ha superato per la prima volta i 4 milioni di barili di petrolio equivalente al giorno. Nel gennaio di quest'anno sono stati estratti 3,168 milioni di barili di petrolio al giorno e 138,753 milioni di metri cubi di gas naturale.
Il Brasile è uno dei principali produttori mondiali di energia idroelettrica. Nel 2019, il Brasile aveva 217 impianti idroelettrici in funzione, con una capacità installata di 98581 MW, il 60,16% della produzione di energia del Paese. Nella produzione totale di elettricità, nel 2019 il Brasile ha raggiunto 170000 MW di capacità installata, oltre il 75% da fonti rinnovabili (il maggioranza, idroelettrico).
Nel 2013 la Regione Sudest ha utilizzato circa il 50% del carico del Sistema Integrato Nazionale (SIN), essendo la principale regione che consuma energia nel Paese. La capacità di generazione elettrica installata nella regione è stata di quasi 42500 MW, che rappresentava circa un terzo della capacità di generazione del Brasile. La generazione idroelettrica ha rappresentato il 58% della capacità installata della regione, con il restante 42% corrispondente sostanzialmente alla generazione termoelettrica. San Paolo rappresentava il 40% di questa capacità; Minas Gerais di circa il 25%; Rio de Janeiro del 13,3%; e Espírito Santo ha rappresentato il resto. La Regione Sud possiede la Diga di Itaipú, che è stata la più grande centrale idroelettrica del mondo per diversi anni, fino all'inaugurazione della Diga delle Tre Gole in Cina. Rimane il secondo più grande idroelettrico operante al mondo. Il Brasile è comproprietario dello stabilimento di Itaipu con Paraguay: la diga si trova sul fiume Paraná, al confine tra Paesi. Ha una capacità di generazione installata di 14 GW per venti unità di generazione da 700 MW ciascuno. Regione nord ha grandi impianti idroelettrici, come Diga di Belo Monte e Diga di Tucuruí, che producono gran parte dell'energia nazionale. Il potenziale idroelettrico del Brasile non è stato ancora pienamente sfruttato, quindi il Paese ha ancora la capacità di costruire diversi impianti di energia rinnovabile nel proprio territorio.
Nel 2019 è stato stimato che il Paese aveva un potenziale di generazione stimato energia eolica di circa 522 GW (questo, solo a terra), energia sufficiente per soddisfare il triplo della domanda attuale del Paese. A luglio del 2022, secondo ONS, la capacità totale installata di energia eolica era di 22 GW, con fattore di capacità medio del 58%. Mentre la media mondiale dei fattori di capacità di produzione eolica è del 24,7%, ci sono aree nel nord del Brasile, specialmente nello Stato di Bahia, dove alcuni parchi eolici registrano con fattori di capacità media superiori al 60%; il fattore di capacità medio nella Regione Nordest è del 45% sulla costa e del 49% nell'entroterra. Nel 2019 l'energia eolica rappresentava il 9% dell'energia generata nel Paese. Nel 2021 il Brasile è stato il 7º Paese al mondo per potenza eolica installata (21 GW) e il 4° produttore mondiale di energia eolica (72 TWh), dietro solo a Cina, USA e Germania.
L'energia nucleare rappresenta circa il 4% dell'elettricità del Brasile. Il monopolio della generazione di energia nucleare è di proprietà di Eletronuclear (Eletrobrás Eletronuclear S / A), una consociata interamente controllata di Eletrobrás. L'energia nucleare è prodotta da due reattori ad Angra. Si trova presso il Central Nuclear Almirante Álvaro Alberto (CNAAA) sulla Praia de Itaorna ad Angra dos Reis, Rio de Janeiro. Consiste di due reattori ad acqua pressurizzata, Angra I, con una capacità di 657 MW, collegati alla rete elettrica nel 1982, e Angra II, con una capacità di 1350 MW, collegati nel 2000. Un terzo reattore, Angra III, con una potenza prevista di 1350 MW, dovrebbe essere terminato.
A partire da ottobre 2022, secondo ONS, la capacità totale installata del fotovoltaico energia solare è stata di 21 GW, con una media del fattore di capacità del 23%. Alcuni degli stati brasiliani più irradiated sono MG ("Minas Gerais"), BA ("Bahia") e GO (Goiás), che hanno effettivamente record a livello mondiale di irradiation. Nel 2019, l'energia solare ha rappresentato l'1,27% dell'energia generata nel Paese. Nel 2021 il Brasile è stato il 14º Paese al mondo in termini di energia solare installata (13 GW) e l'11° produttore di energia solare al mondo (16,8 TWh).
Nel 2020 il Brasile è stato il secondo Paese al mondo per produzione di energia attraverso biomassa (produzione di energia da biocombustibili solidi e rifiuti rinnovabili), con 15,2 GW installati.